# Ford Focus
El Ford Focus es un automóvil de turismo del segmento C producido por el fabricante estadounidense Ford Motor Company. El Ford Focus de cuarta generación, se fabrica en la planta de Ford en Saarlouis, en Alemania, aunque a lo largo de sus años de producción, también se ha fabricado en otras localidades.
Es el tercer compacto más vendido del mundo, por detrás del Volkswagen Golf y el Toyota Corolla.
Fue lanzado en 1999. Desde entonces, se convirtió en el automóvil más vendido del Reino Unido. En 2005 fue lanzada la segunda generación del Focus, mientras que Estados Unidos recibió una versión re estilizada de la primera generación. 
En 2001 y 2002 el Focus fue el automóvil más vendido del mundo; así mismo en 2011 y 2012 se convirtió nuevamente en el automóvil más vendido a nivel mundial, superando a sus competidores como el Honda Civic y el Toyota Corolla.
Al igual que sus predecesores, el Ford Escort y el Ford Laser, el Focus tiene motor delantero transversal y tracción delantera. El Focus existe con carrocerías hatchback de tres y cinco puertas, sedán de dos y cuatro puertas, familiar de cinco puertas y descapotable de dos puertas. El Ford C-Max es un monovolumen basado en la segunda generación del Focus.

## Primera generación (1998-2004)
Ford de Europa introdujo el Focus en 1998 en el mercado europeo como reemplazo del Ford Escort. La decisión de llamar al nuevo automóvil «Ford Focus» se tomó a principios de 1998, ya que la alta gerencia de Ford había planeado mantener la placa de identificación «Escort» para su nueva generación de automóviles familiares pequeños. Un problema de última hora surgió en julio de 1998 cuando un tribunal de Colonia, respondiendo a un caso presentado por la editorial Burda, ordenó a Ford que evitara el nombre «Focus» para los automóviles en el mercado alemán dado que el nombre ya lo había tomado uno de sus revistas (Focus). Sin embargo, esta disputa de última hora se resolvió y el automóvil se lanzó con el nombre de Focus. El Focus MK1 recibió el premio al Coche Europeo del Año de 1999. La directora de proyecto del Ford Focus en Dunton fue Rose Mary Farenden.
Ford of North America comenzó a comercializar el Focus en septiembre de 1999 para el año modelo 2000, con algunos cambios con respecto a la versión europea. El automóvil se lanzó como un hatchback de tres puertas, un sedán de cuatro puertas y una camioneta de cinco puertas; un hatchback de cinco puertas debutó en 2001.
En 2002, Ford lanzó su versión de mayor rendimiento del Focus, llamada Focus RS. Venía con un motor Duratec RS turboalimentado de 2,0 litros, un diferencial de deslizamiento limitado Quaife ATB, frenos Brembo y una serie de otros cambios de rendimiento, combinados con una apariencia mucho más agresiva, y solo estaba disponible en el azul imperial de Ford. El 70 % de los componentes encontrados en el Focus RS eran únicos, revisados o actualizados. Este Focus RS original solo estaba disponible en Europa con una serie limitada de 4501 automóviles en construcción; poco menos de la mitad (2147) de estos se vendieron en el Reino Unido.
Durante décadas, en los EE. UU., los autos pequeños como el Focus fueron vistos como una herramienta para atraer a compradores más jóvenes que buscaban un transporte básico económico y para aumentar las economías de combustible promedio de la flota de los fabricantes de automóviles para cumplir con los estándares federales de los EE. UU. Se dijo que Ford no estaba preocupado por perder dinero en el Focus para que la compañía pudiera vender grandes consumidores de gasolina para obtener grandes ganancias. Sin embargo, las ventas recientes de nuevos Focus han podido mantener tasas de incentivo de descuento más bajas o generales que muchos vehículos de la competencia en su clase. Muchos conocedores de la industria ven a los autos como el Focus como 'autos de cumplimiento' debido a su papel en ayudar a mejorar la economía de combustible promedio de la flota corporativa para cumplir con los estándares actuales de economía de combustible.
Llamado CW170 durante su desarrollo, y brevemente conocido como Ford Fusión por algunos contratistas de Ford, el Focus original tomó su nombre definitivo de un prototipo del carrocero Ghia que fuera mostrado en el Salón del Automóvil de Ginebra de 1991.
Ciertos elementos del diseño del Focus, como las luces traseras elevadas, se habían visto en prototipos anteriores de Ford. El Focus continuó el estilo de diseño New Edge, estrenado en el Ford Ka de 1996 y en el Ford Cougar de 1998, que generó reacciones polarizadas en el público y la prensa. El diseño del interior del automóvil también era radical, destacándose por tener muchas curvas y líneas amplias.
Con la recién estrenada plataforma Ford CD170, el Focus poseía una suspensión trasera multibrazo totalmente independiente, derivada de la utilizada en la versión familiar del Ford Mondeo.
La primera generación del Focus recibió cuatro estrellas de cinco en la prueba de protección a adultos en choques de EuroNCAP, con 11 puntos de 16 en el choque frontal y 15 de 16 en el choque lateral. En Australia, el Ford Focus 2002-2005 fue evaluado en la Used Car Safety Ratings 2006 y consiguió un nivel de protección "media" para sus ocupantes en caso de choques.
El Focus I se ha producido en Saarlouis (Alemania), Hermosillo, México (versión para Norte América), Almusafes (planta de Ford Valencia Body & Assembly, España), Santa Rosa (Filipinas), General Pacheco (Argentina), Chungli (Taiwán), Chongqing (China), San Petersburgo (Rusia) y en Valencia (Venezuela).

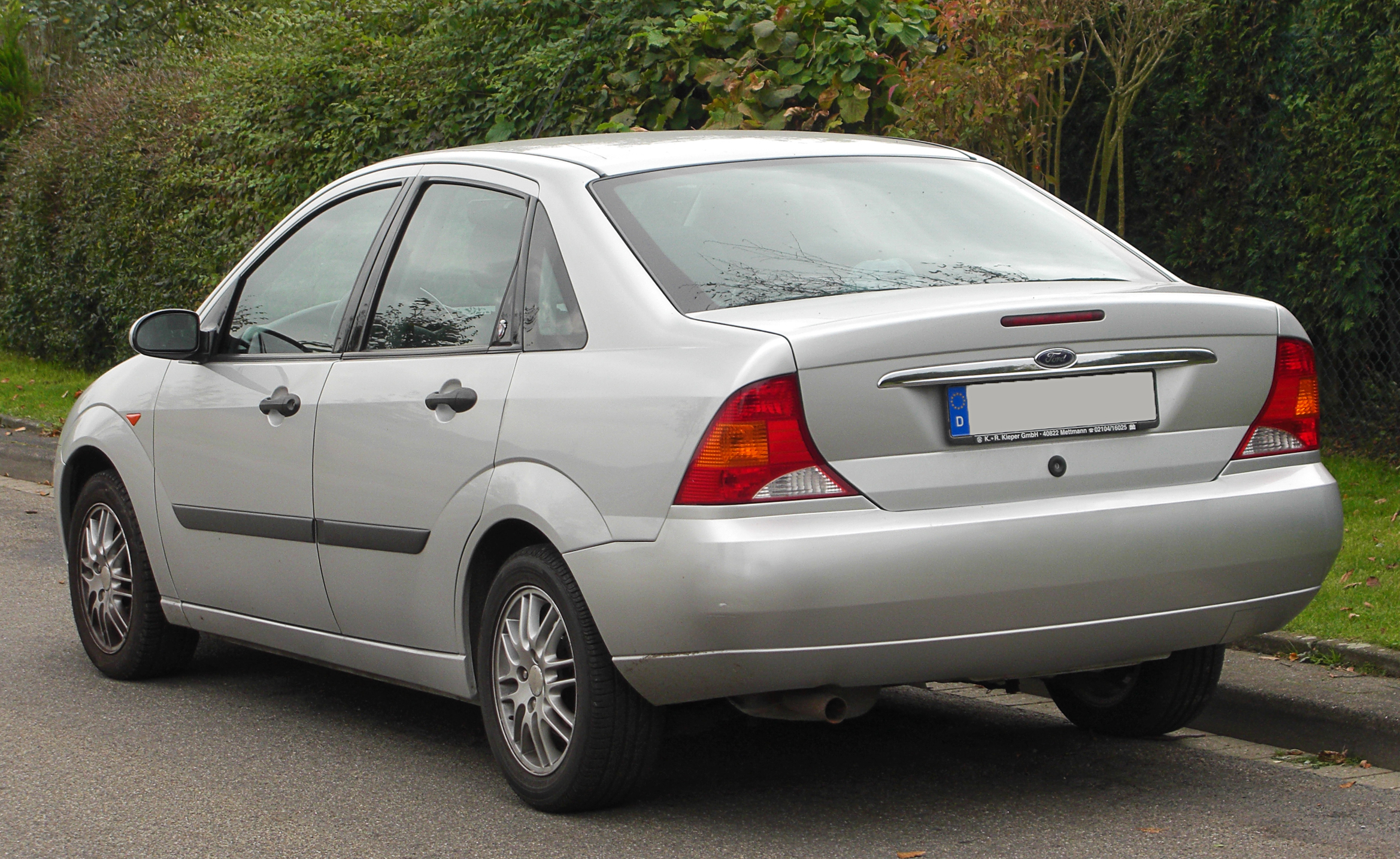
Vista trasera del sedán.Focus Restyling Zetec-SE.
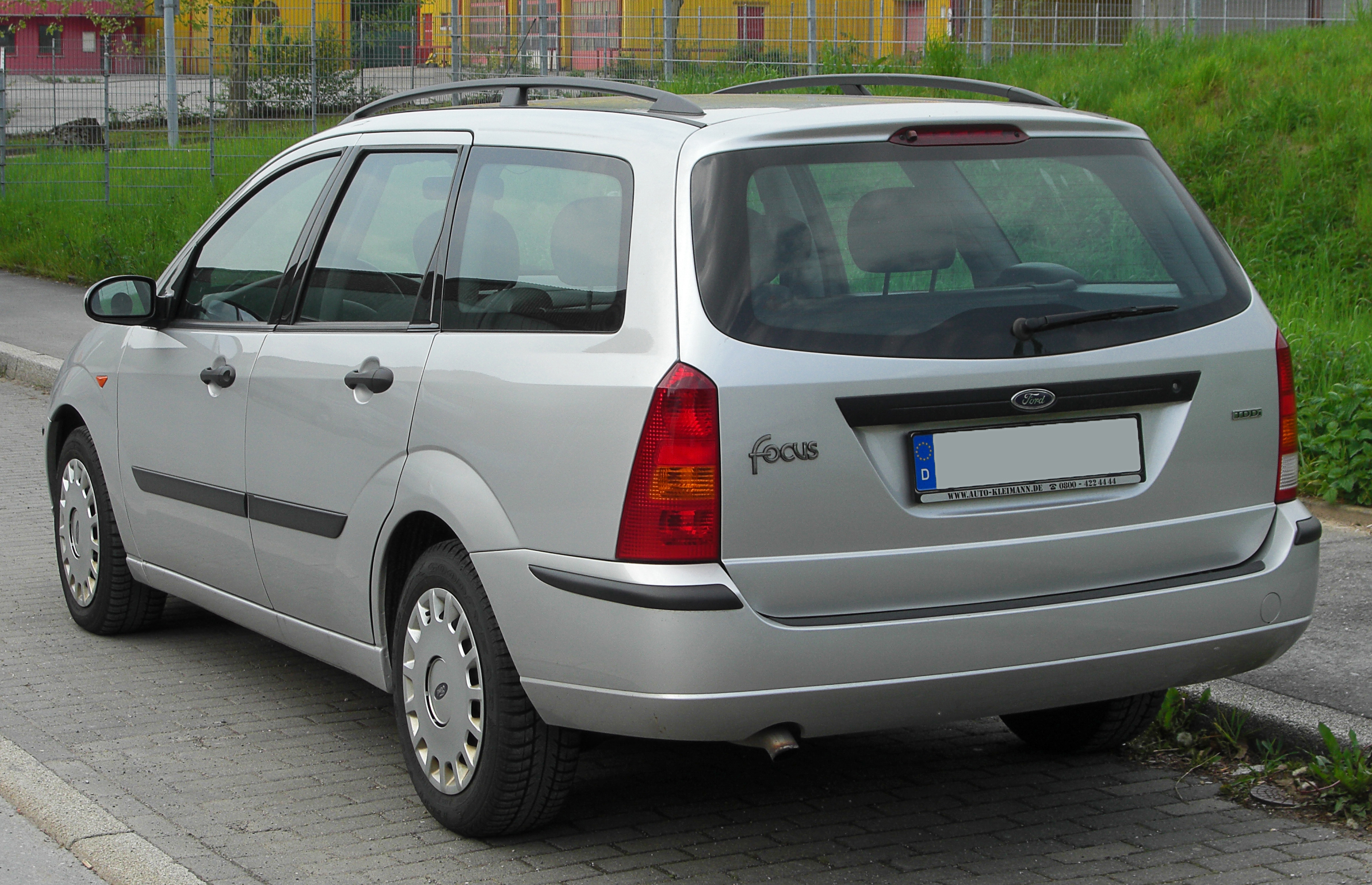
Vista trasera del rediseño Turnier I 1.8 TDDi.
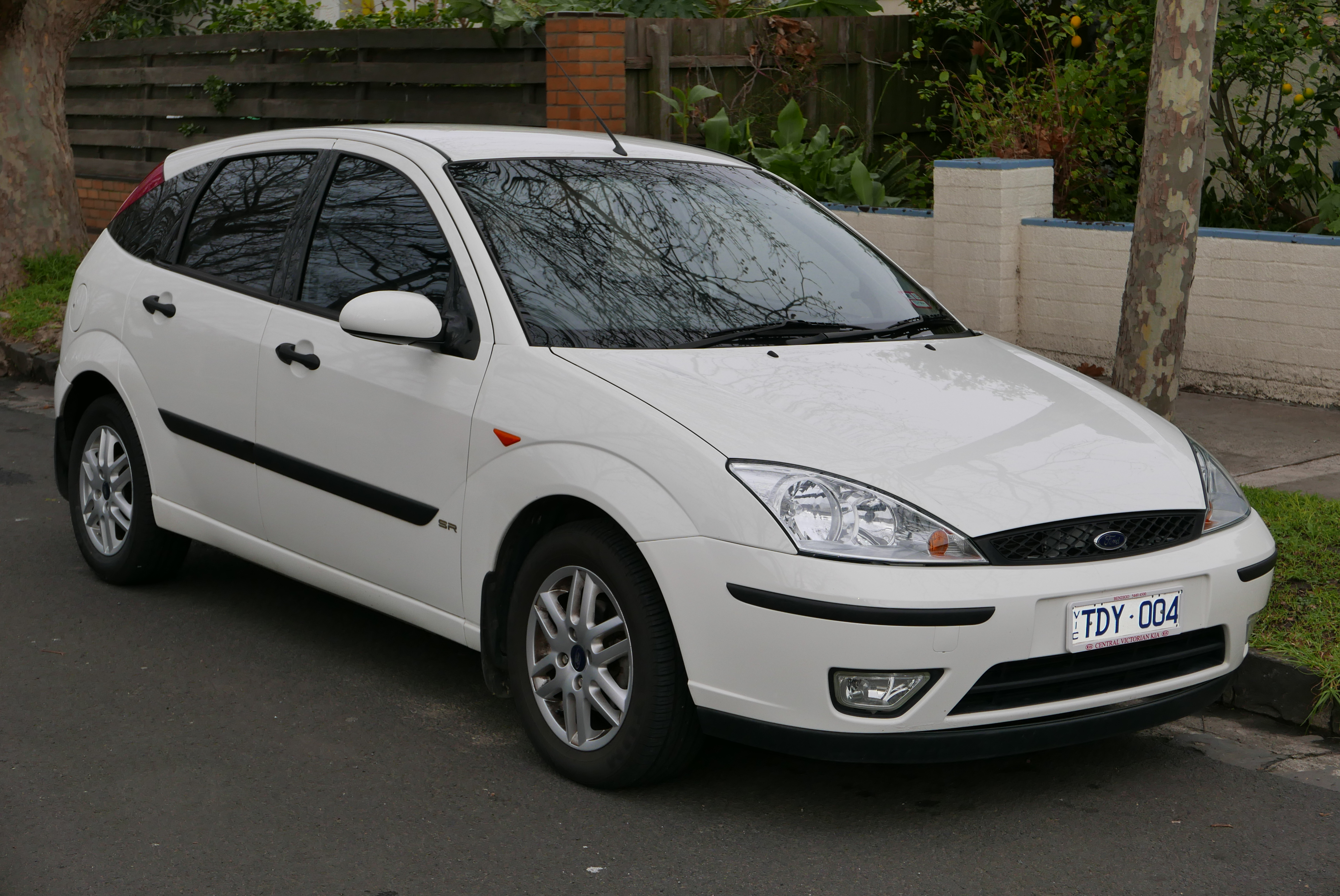
Hatchback SR de 5 puertas de 2004.

### Versiones deportivas

#### ST170
Después del lanzamiento del modelo SVT en el año 2002, se lanzó una versión especial del Focus europeo. El ST170 incorporaba un motor gasolina Zetec de 2.0 litros de cilindrada y 170 CV de potencia máxima, el mismo del Focus SVT norteamericano. Entre el equipamiento específico del ST170 se destacan llantas de aleación de 17 pulgadas y una caja de cambios de seis marchas. Las versiones australianas se dotaron de un kit de carrocería específico, un alerón y calcomanías de ST170 en los cuartos traseros.

#### RS.1
En 2002 Ford decidió realizar una versión deportiva más radical que el ST170. Usando una versión del motor Zetec 2,0 litros con turbocompresor, pero sin el sistema de admisión variable, el RS produjo un mínimo de 212 CV y unos 230 lb·ft de torque. Al igual que los otros Focus, el RS es un tracción delantera.
El Focus RS se destacó por un único parachoques delantero (necesario para canalizar el aire al intercooler), pasos de rueda más amplios y parachoques trasero para abarcar las más amplias pistas. Mecánicamente, el modelo estaba mejorado en todas las áreas y mucho más hecho a la medida que el SVT/ST170 y el cambio más notable fue la incorporación de un diferencial Quaife para hacer el coche más directo, sensible y controlar la potencia más precisamente. La dirección era más rápida mientras los frenos se destacaron por tener discos más grandes (desarrollado especialmente para las llantas de aleación de 18 pulgadas). El RS se dejó de producir en el año 2005.

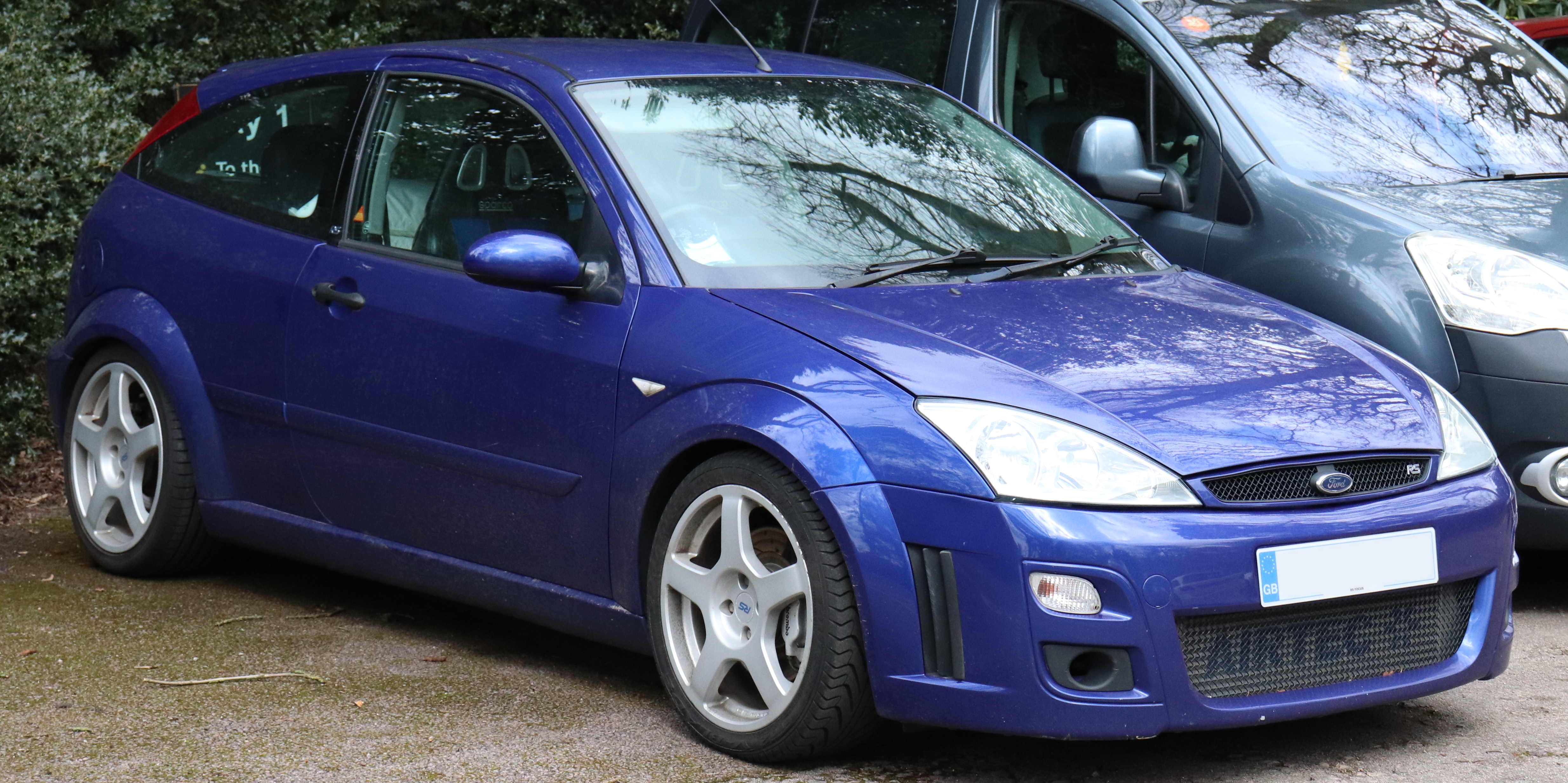
RS 2.0 de 2003.
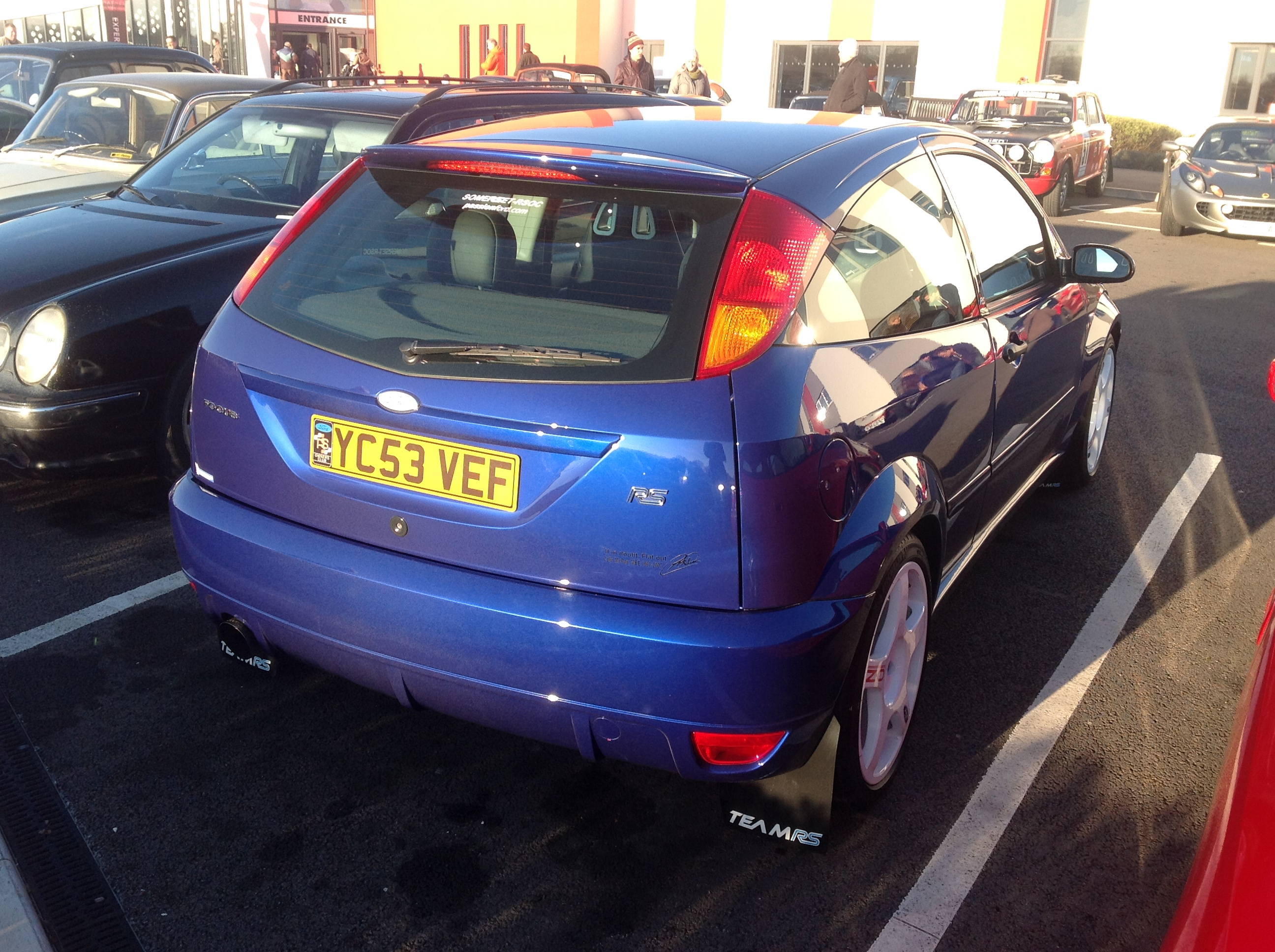
Vista trasera.

### Motorizaciones
Los motores disponibles eran los ya conocidos SEFI de 1,9 litros, utilizados en el Escort y en el Contour de cuatro cilindros, y los Zetec 1,8 y 2,0 litros de la familia Mondeo/Contour además de las unidades Zetec-SE 1,4 y 1,6 litros del Fiesta y el Puma, que utilizaban el gasoil Endura (desarrollado para los viejos motores Deutz que Ford había estado usando desde los años 1980), aunque las unidades Duratorq los sustituyeron en 2002. El SVT Y ST170 usaron una versión de 168 CV con válvulas variables, que era una variable del motor Zetec 2.0 litros; mientras el RS usó una versión con turbo de 212 CV del mismo motor, pero sin válvulas variables.
| Periodo                        | 1998-2005              | 1998-2005                                         | 1998-2005                                      | 1998-2005                                         | 2002-2005              | 2002-2003                  |           |           |           |           |           |           |           |           |           |
| Identificación del motor       | FXDA, FXDC, FXDB, FXDD | FYDA, FYDC, FYDB, FYDD, FYDH                      | EYDC, EYDB, EYDD, EYDE, EYDG, EYDI, EYDJ, EYDL | EDDC, EDDB, EDDD, EDDF                            | ALDA                   | HMDA                       |           |           |           |           |           |           |           |           |           |
| Familia del motor              | Zetec-SE               | Zetec-SE                                          | Zetec                                          | Zetec                                             | Duratec-ST             | Duratec-RS                 |           |           |           |           |           |           |           |           |           |
| Tipo de motor                  | L4 16v                 | L4 16v                                            | L4 16v                                         | L4 16v                                            | L4 16v                 | L4 16v, turbo, intercooler |           |           |           |           |           |           |           |           |           |
| Diámetro por carrera           | 76,0 mm × 76,5 mm      | 79,0 mm × 81,4 mm                                 | 80,6 mm × 88,0 mm                              | 84,8 mm × 88,0 mm                                 | 84,8 mm × 88,0 mm      | 84,8 mm × 88,0 mm          |           |           |           |           |           |           |           |           |           |
| Cilindrada                     | 1388 cm³               | 1596 cm³                                          | 1796 cm³                                       | 1988 cm³                                          | 1988 cm³               | 1988 cm³                   |           |           |           |           |           |           |           |           |           |
| Relación de compresión         | 11,0: 1                | 11,0: 1                                           | 10,0: 1                                        | 10,0: 1                                           | 10,2: 1                | 8,0: 1                     |           |           |           |           |           |           |           |           |           |
| Potencia máxima: CV (kW) @ rpm | 75 CV (55 kW) @ 5000   | 100 CV (74 kW) @ 6000                             | 115 CV (85 kW) @ 5500                          | 130 CV (96 kW) @ 5500                             | 173 CV (127 kW) @ 7000 | 215 CV (158 kW) @ 5500     |           |           |           |           |           |           |           |           |           |
| Par máximo: Nm @ rpm           | 123 Nm @ 3500          | 145 Nm @ 4000                                     | 160 Nm @ 4400                                  | 178 Nm @ 4500                                     | 196 Nm @ 5500          | 310 Nm @ 3500              |           |           |           |           |           |           |           |           |           |
| Tracción                       | Delantera              | Delantera                                         | Delantera                                      | Delantera                                         | Delantera              | Delantera                  | Delantera | Delantera | Delantera | Delantera | Delantera | Delantera | Delantera | Delantera | Delantera |
| Transmisión                    | Manual, 5 velocidades  | Manual, 5 velocidades / Automática, 4 velocidades | Manual, 5 velocidades                          | Manual, 5 velocidades / Automática, 4 velocidades | Manual, 6 velocidades  | Manual, 5 velocidades      |           |           |           |           |           |           |           |           |           |
| Peso                           | 1149 kg                | 1152 kg                                           | 1200 kg                                        | 1221 kg                                           | 1221 kg                | 1280 kg                    |           |           |           |           |           |           |           |           |           |
| Aceleración 0-100 km/h         | 15,1-15,5 s            | 10,3-12,1 s                                       | 10,2-10,6 s                                    | 9,2-9,6 s                                         | 8,2 s                  | 6,7 s                      |           |           |           |           |           |           |           |           |           |
| Velocidad máxima               | 171 km/h               | 173-185 km/h                                      | 198 km/h                                       | 197-201 km/h                                      | 216 km/h               | 232 km/h                   |           |           |           |           |           |           |           |           |           |
| Consumo combinado (L/100 km)   | 6,6                    | 6,8-7,8                                           | 7,5-7,6                                        | 8,5                                               | 9,1                    | 10,1                       |           |           |           |           |           |           |           |           |           |

| Periodo                        | 1998-2005                                    | 1998-2005                                    | 1998-2005                                                 | 1998-2005                                                 |                       |                       |                       |
| Identificación del motor       | BHDA, BHDB                                   | C9DC, C9DA, C9DB                             | FFDA                                                      | F9DA, F9DB                                                |                       |                       |                       |
| Familia del motor              | DuraTorq                                     | DuraTorq                                     | DuraTorq                                                  | DuraTorq                                                  |                       |                       |                       |
| Tipo de motor                  | L4 8v, inyección directa, turbo, intercooler | L4 8v, inyección directa, turbo, intercooler | L4 8v, inyección directa, common-rail, turbo, intercooler | L4 8v, inyección directa, common-rail, turbo, intercooler |                       |                       |                       |
| Diámetro x carrera             | 82.5 mm × 82.0 mm                            | 82.5 mm × 82.0 mm                            | 82.5 mm × 82.0 mm                                         | 82.5 mm × 82.0 mm                                         |                       |                       |                       |
| Cilindrada                     | 1753 cm³                                     | 1753 cm³                                     | 1753 cm³                                                  | 1753 cm³                                                  |                       |                       |                       |
| Relación de compresión         | 19,4: 1                                      | 19,4: 1                                      | 18,5: 1                                                   | 18,5: 1                                                   |                       |                       |                       |
| Potencia máxima: CV (kW) @ rpm | 75 CV (55 kW) @ 4000                         | 90 CV (66 kW) @ 4000                         | 100 CV (74 kW) @ 3850                                     | 115 CV (85 kW) @ 3800                                     |                       |                       |                       |
| Par máximo: Nm @ rpm           | 175 Nm @ 1800                                | 200 Nm @ 2000                                | 240 Nm @ 1750                                             | 250 Nm @ 1850                                             |                       |                       |                       |
| Tracción                       | Delantera                                    | Delantera                                    | Delantera                                                 | Delantera                                                 | Delantera             | Delantera             | Delantera             |
| Transmisión                    | Manual, 5 velocidades                        | Manual, 5 velocidades                        | Manual, 5 velocidades                                     | Manual, 5 velocidades                                     | Manual, 5 velocidades | Manual, 5 velocidades | Manual, 5 velocidades |
| Peso                           | 1283 Kg                                      | 1258 Kg                                      | 1279 Kg                                                   | 1279 Kg                                                   |                       |                       |                       |
| Aceleración 0-100 km/h         | 14,7 s                                       | 12,4-12,9 s                                  | 11,6-11,7 s                                               | 10,6-10,7 s                                               |                       |                       |                       |
| Velocidad máxima               | 167 km/h                                     | 180 km/h                                     | 186 km/h                                                  | 196 km/h                                                  |                       |                       |                       |
| Consumo combinado (L/100 km)   | 5.1                                          | 5,4                                          | 5,4                                                       | 5,4                                                       |                       |                       |                       |

#### Norteamérica
- 2.0 L CVH/SPI: 110 CV/125 ft·lbf. El estándar en los modelos sedanes LX y SE de 2004.
- 2.0 L Zetec: 150 CV/135 ft·lbf. estándar en ZX3, ZX5, ZTS, y modelos de carro, y disponible en sedanes modelo SE hasta 2004.
- 2.0 L Zetec: 170 CV/145 ft·lbf. estándar en el Focus SVT.
- 2.3 L Duratec: 145 CV/149 ft·lbf. estándar en todos los coches vendidos en 2003 y 2004 en California, Massachusetts, New York, Vermont, y Maine; opcional en otros estados de Norteamérica.
- 2.0 L Duratec: 136 CV/133 ft·lbf. estándar desde 2005 en adelante (menos en el ST).
- 2.3 L Duratec: 151 CV/154 ft·lbf. estándar entre 2005 y 2007 en el Focus ST.

### Rediseño de 2001 y de 2005
En 2001 la versión europea fue sutilmente remozada, recibiendo un nuevo diseño de parrilla, faros delanteros con intermitencias integradas (aunque con la misma forma) y nuevos parachoques delanteros y traseros. El interior fue revisado ligeramente, aunque el tablero de mandos y palanca de cambios son los mismos. Se introdujeron nuevos elementos de equipamiento, como faros de xenón, y una mayor insonorización en las motorizaciones diésel. En el mercado sueco, el motor Zetec de 1,6 litros se pasó a ofrecer en una variante que podía usar tanto gasolina como etanol. Esta versión estuvo todavía disponible en algunos países hasta 2011, llamándose ZX5 o ZX3, conviviendo con el rediseño.

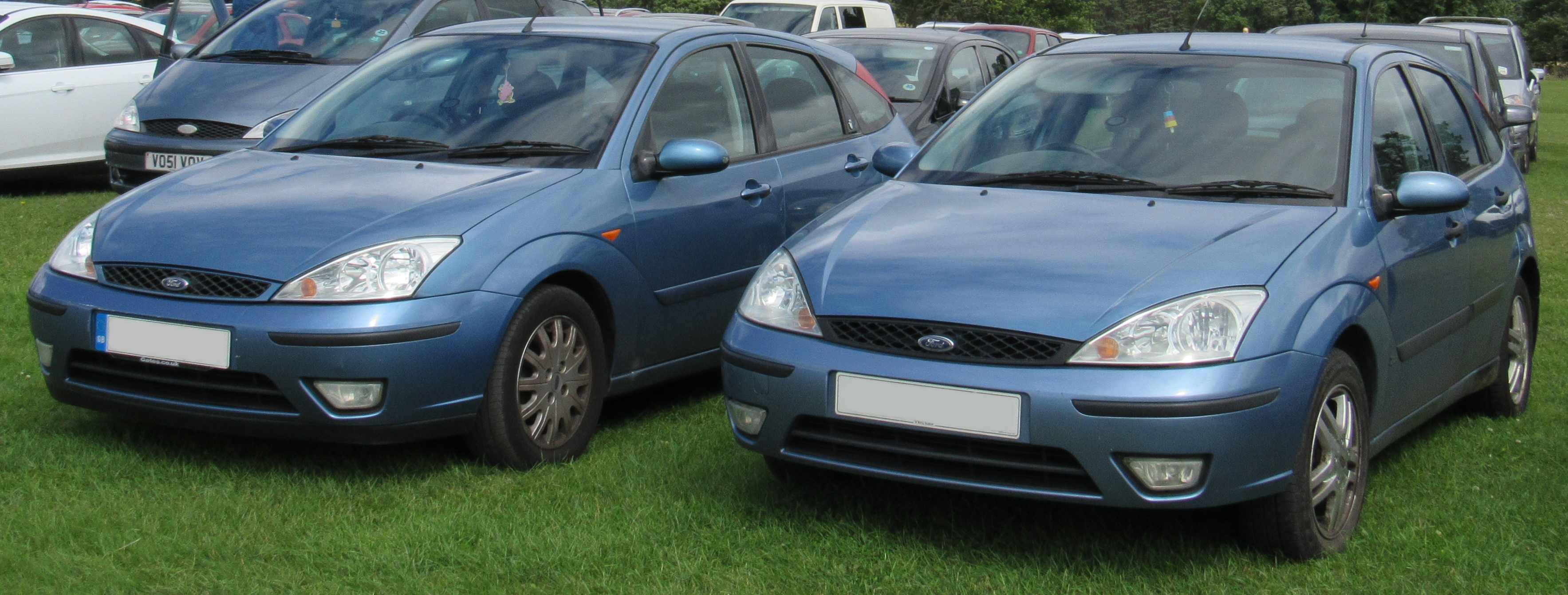
Ghia 1.6 de 2002 y Zetec 1.8 de 2003.
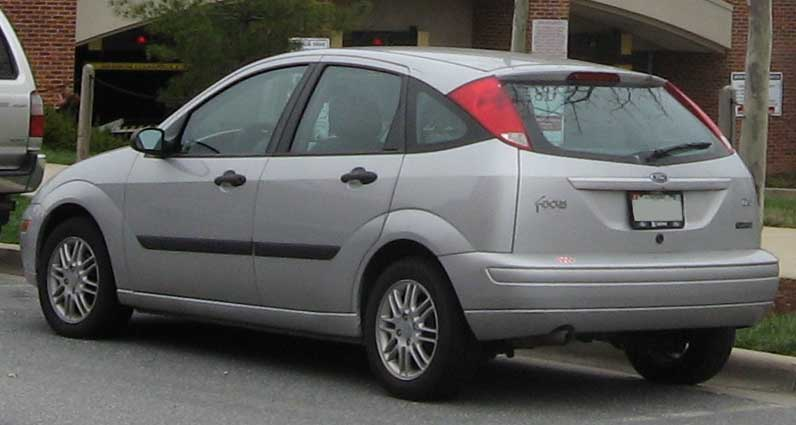
Rediseño del ZX5 2002-2004 (rediseño no disponible en Europa).
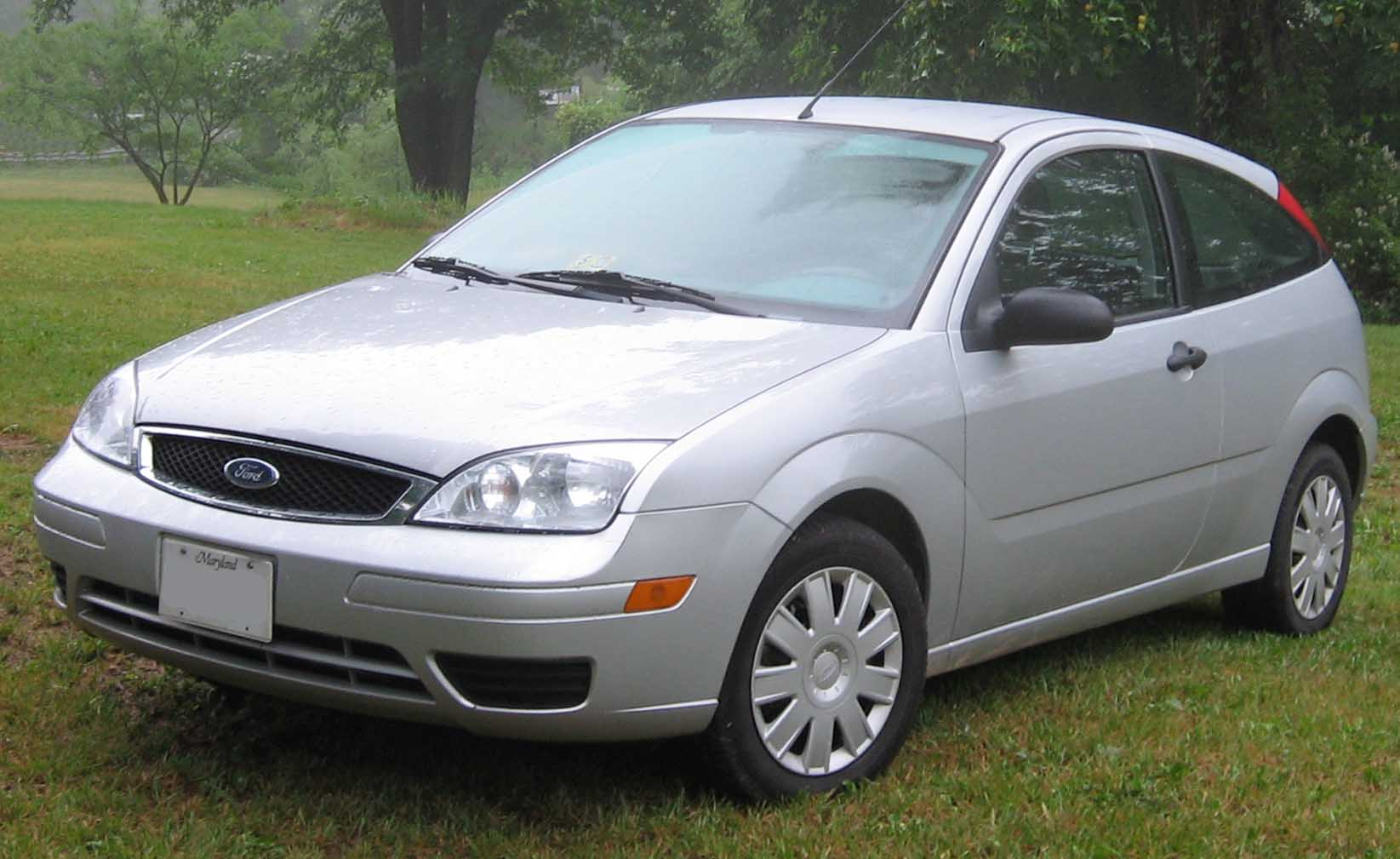
Rediseño del ZX3 de 2005 (rediseño no disponible en Europa).

### Rediseño de 2008 (América del Norte)
En el Salón del Automóvil de Detroit de 2008 se presentó un rediseño profundo. La parrilla delantera de tres barras cromadas imita a las de sus hermanos en la gama de América del Norte. Los laterales poseen pliegues marcados y una salida de aire entre las ruedas delanteras y la puerta delantera. Se eliminaron las carrocerías hatchback y familiar, y se agregó una coupé de dos puertas. El único motor es un motor gasolina de 2,3 litros y 140 CV.
El motor Duratec de 2,3 litros se suspendió para el rediseño, dejando solo el motor Duratec 20 de 2,0 litros. Se aumentó la potencia en el motor de 2,0 litros, hasta 140 hp (104 kW) desde 136 hp (101 kW), junto con otros cambios para aumentar la eficiencia de combustible. El chasis se aligeró y endureció y el peso total se redujo en 30 lb (14 kg) con respecto al modelo anterior. El consumo en carretera se calificó en 35 mpg‑US (6,7 L/100 km; 42 mpg‑imp) utilizando los nuevos estándares de la Agencia de Protección Ambiental de los Estados Unidos de 2008.
El interior fue rediseñado, incluidos nuevos asientos, un nuevo diseño del tablero con un centro de mensajes sobre el tablero, iluminación ambiental, paneles del tablero que simulan aluminio cepillado y el sistema de audio/Bluetooth Sync controlado por voz de Ford. La iluminación ambiental opcional del Focus utiliza LED colocados en los huecos para los pies delanteros y traseros y en los portavasos. El equipamiento de serie incluye un sistema de control de la presión de los neumáticos, tal como exige la Ley TREAD. También se incluyó en el rediseño una viga de soporte detrás del salpicadero para una mayor rigidez estructural.
El rediseño de la primera generación de Focus se debutó en el Salón Internacional del Automóvil de Norteamérica de 2007. La producción se detuvo a finales de 2010, y el cambio a la tercera generación del Focus se retrasó hasta principios de la primavera de 2011 debido a la remodelación total de la planta de montaje de Michigan y para dar tiempo a los concesionarios a agotar las existencias. A pesar de ello, algunos concesionarios realizaron una rebaja del 50% en los Focus 2011 a mediados de 2011, ya que se vieron obligados a ofrecer simultáneamente este modelo y el de 2012.

## Segunda generación (2004-2010)
La segunda generación del Focus (código de fabricación: C307) fue presentada como prototipo en el Salón del Automóvil de Pekín a mediados de 2004 y en el Salón del Automóvil de París de 2004 con carrocerías hatchback y familiar. En ese salón también se presentó el Focus Vignale Concept, un prototipo con carrocería descapotable de techo rígido de dos piezas, que fue puesto a la venta en octubre de 2006 con el nombre "Focus Coupé-Cabriolet". Se lanzó en 2004.

### Diseño e ingeniería
El Focus II usa la plataforma Ford C1 que es compartida con el Volvo S40 y C70, el Mazda 3 y el Ford C-Max; este último es un monovolumen de cinco plazas basado en el Focus. El esquema de suspensión fue mantenido casi inalterado con respecto al Focus I.
El Focus II es más grande que su precursor con 25 mm más de distancia entre ejes, 168 mm más largo, 8 mm más alto y 138 mm más amplio. Por consiguiente el interior y el espacio del maletero han aumentado. Nuevas tecnologías incluyen, según versiones, un sistema de entrada sin llaves, un parabrisas que refleja la luz solar, la iluminación de frente adaptable, Bluetooth manos libres para el teléfono y control de voz para el audio, el teléfono y los sistemas de control del aire acondicionado.
También se puede elegir entre una transmisión manual «Durashift» de seis velocidades, la transmisión automática también «Durashift» de cuatro velocidades o la totalmente nueva y avanzada transmisión manual «Durashift» o solamente la manual estándar. En 2008 se incorporó una nueva caja de cambios de doble embrague denominada «PowerShift», similar a la DSG del Grupo Volkswagen.
Estilísticamente, la segunda generación toma el tema de diseño «New Edge» actualizado, siguiendo el camino del Mondeo III y el Fiesta. El Focus II usa algunos rasgos estilísticos de la propuesta alternativa del Focus I que no se habían usado en el modelo final.

### Fabricación
El Focus II para el mercado europeo se fabricaba en la planta de Almusafes, en Valencia, España y en la planta de Saarlouis, Alemania. El Focus II también es construido en Sudáfrica para el mercado local y para Australia así como Nueva Zelanda. Desde 2008, el Focus II es fabricado también en Argentina, para el mercado local y del Mercosur en versiones de cinco puertas hatchback y sedán cuatro puertas.

### Seguridad
El Focus II recibió cinco estrellas de cinco en la prueba de protección a adultos en choques de Euro NCAP, con puntaje perfecto para la prueba de impacto delantero.

### Motorizaciones
La gama de motores gasolina para el Focus II es una mezcla de viejos y nuevos. Los motores de 1,4 y 1,6 litros Zetec-SE, con bloque de aluminio, realizados por Yamaha y utilizados en el Focus I, fueron revisados y renombrados Duratec; ahora desarrollan una potencia máxima de 90 y 100 CV. El 1,6 litros también se ofrece con un sistema de distribución variable, y desarrolla 114 CV. Los motores de gasolina Zetec de 1,8 y 2,0 litros del Focus I también fueron actualizados y renombrados Duratec-HE. Finalmente, existe un cinco cilindros en línea de 2,5 litros con turbocompresor e intercooler de 225 CV realizado por Volvo, asociado al nivel de equipamiento deportivo ST.
Esta versión cuenta con una motorización denominada RS de 2,5 litros turbo y 305 CV limitada a 11 000 unidades más 500 denominadas Focus RS 500 con 350 CV y limitada a 500 unidades
Los motores diésel Duratorq de 1,6 litros de 90 CV y 109 CV fueron desarrollados por el Groupe PSA, el motor diésel Duratorq de 1,8 litros y 115 CV fue transferido del modelo anterior, y el PSA DW10 diésel de 2,0 litros del Groupe PSA alcanza 136 CV de potencia máxima (esta unidad es diferente a la usada en el Mondeo).
También existe un motor ecológico de 1.8 litros Flexifuel de 125 CV preparado para utilizar mezcla de Bioethanol E85 (85 % Bioethanol, 15 % Gasolina) y si la mezcla no está disponible, permite utilizar gasolina clásica.
También hay una edición especial kit nurburing con motor 2.0 tdci. 136 CV. El motor va colocado en la parte delantera de forma transvesal. Es un tetracilindrico con culata multiválvulas y un árbol de levas en la culata, inyección directa por conducto común y turbocompresor de geometría variable e intercooler.
La potencia máxima es de 136 caballos a 4000 revoluciones por minuto y un par máximo 320 Nm a 2000 rpm. La caja de cambio de este Focus TDCI de 136 caballos, es manual de 6 velocidades, aunque como opción puede montar una caja automática también de 6 velocidades y doble embrague, llamada PowerShift.
Esta transmisión desarrollada por Getrag, tiene un sofisticado sistema electrónico de manera que cada uno de los dos embragues gestiona un número determinado de marchas.
La velocidad punta es superior a los 200 kilómetros, según los datos facilitados por la marca.
| Periodo                        | 2004-2010             | 2004-2010                                         | 2004-2010             | 2006-2010             | 2004-2010                                         | 2004-2010                  | 2009-2010                  | 2010                       |           |           |           |           |           |           |           |
| Identificación del motor       | ASDA, ASDB            | HWDA, HWDB, SHDA, SHDB, SHDC                      | HXDA, HXDB            | Q7DA                  | AODA, AODB                                        | HYDA                       | JZDA                       | JZDA                       |           |           |           |           |           |           |           |
| Familia del motor              | Zetec-S               | Zetec-S                                           | Zetec-S               | Duratec-HE            | Duratec-HE                                        | Duratec 20V                | Duratec 20V                | Duratec 20V                |           |           |           |           |           |           |           |
| Tipo de motor                  | L4 16v                | L4 16v                                            | L4 16v                | L4 16v                | L4 16v                                            | L5 20v, turbo, intercooler | L5 20v, turbo, intercooler | L5 20v, turbo, intercooler |           |           |           |           |           |           |           |
| Diámetro x carrera             | 76,0 mm × 76,5 mm     | 79,0 mm × 81,4 mm                                 | 79,0 mm × 81,4 mm     | 83,0 mm × 83,1 mm     | 87,5 mm × 83,1 mm                                 | 83,0 mm × 93,2 mm          | 83,0 mm × 93,2 mm          | 83,0 mm × 93,2 mm          |           |           |           |           |           |           |           |
| Cilindrada                     | 1388 cm³              | 1596 cm³                                          | 1596 cm³              | 1798 cm³              | 1999 cm³                                          | 2521 cm³                   | 2521 cm³                   | 2521 cm³                   |           |           |           |           |           |           |           |
| Relación de compresión         | 11,0: 1               | 11,0: 1                                           | 11,0: 1               | 10,8: 1               | 10,8: 1                                           | 9,0: 1                     | 8,5: 1                     | 8,5: 1                     |           |           |           |           |           |           |           |
| Potencia máxima: CV (kW) @ rpm | 80 CV (59 kW) @ 5700  | 100 CV (74 kW) @ 6000                             | 115 CV (85 kW) @ 6000 | 125 CV (92 kW) @ 6000 | 145 CV (107 kW) @ 6000                            | 226 CV (166 kW) @ 6000     | 305 CV (224 kW) @ 6500     | 350 CV (257 kW) @ 6000     |           |           |           |           |           |           |           |
| Par máximo: Nm @ rpm           | 124 Nm @ 3500         | 150 Nm @ 4000                                     | 155 Nm @ 4150         | 165 Nm @ 4000         | 185 Nm @ 4500                                     | 320 Nm @ 1600-4000         | 440 Nm @ 2300-4500         | 460 Nm @ 2500-4500         |           |           |           |           |           |           |           |
| Tracción                       | Delantera             | Delantera                                         | Delantera             | Delantera             | Delantera                                         | Delantera                  | Delantera                  | Delantera                  | Delantera | Delantera | Delantera | Delantera | Delantera | Delantera | Delantera |
| Transmisión                    | Manual, 5 velocidades | Manual, 5 velocidades / Automática, 4 velocidades | Manual, 5 velocidades | Manual, 5 velocidades | Manual, 5 velocidades / Automática, 4 velocidades | Manual, 6 velocidades      | Manual, 6 velocidades      | Manual, 6 velocidades      |           |           |           |           |           |           |           |
| Aceleración 0-100 km/h         | 14,1 s                | 11,9 s                                            | 10,8 s                | 10,3 s                | 9,2 s                                             | 6,8 s                      | 5,9 s                      | 5,6 s                      |           |           |           |           |           |           |           |
| Velocidad máxima               | 164 km/h              | 180 km/h                                          | 190 km/h              | 198 km/h              | 206 km/h                                          | 241 km/h                   | 263 km/h                   | 265 km/h                   |           |           |           |           |           |           |           |
| Consumo combinado (L/100 km)   | 6,6                   | 6,7                                               | 6,6                   | 7,0 (9,1 E85)         | 7,1                                               | 9,3                        | 9,4                        | 9,9                        |           |           |           |           |           |           |           |

| Periodo                        | 2004-2010                                                  | 2004-2010                                                  | 2004-2006                                                 | 2007-2010                                                  | 2004-2010                                                  |           |           |
| Identificación del motor       | HHDA, HHDB, GPDA, GPDC                                     | G8DA, G8DB, G8DD, G8DE, G8DF                               | KKDA, KKDB                                                | IXDA                                                       | G6DA, G6DB, G6DD                                           |           |           |
| Tipo de motor                  | L4 16v, inyección directa, common-rail, turbo, intercooler | L4 16v, inyección directa, common-rail, turbo, intercooler | L4 8v, inyección directa, common-rail, turbo, intercooler | L4 16v, inyección directa, common-rail, turbo, intercooler | L4 16v, inyección directa, common-rail, turbo, intercooler |           |           |
| Familia del motor              | DuraTorq                                                   | DuraTorq                                                   | DuraTorq                                                  | DuraTorq                                                   | DuraTorq                                                   |           |           |
| Diámetro x carrera             | 75,0 mm × 88,3 mm                                          | 75,0 mm × 88,3 mm                                          | 82,5 mm × 82,0 mm                                         | 85,0 mm × 88,0 mm                                          | 85,0 mm × 88,0 mm                                          |           |           |
| Cilindrada                     | 1560 cm³                                                   | 1560 cm³                                                   | 1753 cm³                                                  | 1997 cm³                                                   | 1997 cm³                                                   |           |           |
| Relación de compresión         | 18,3: 1                                                    | 18,3: 1                                                    | 19,0: 1                                                   | 18,0: 1                                                    | 18,0: 1                                                    |           |           |
| Potencia máxima: CV (kW) @ rpm | 90 CV (66 kW) @ 4000                                       | 109 CV (80 kW) @ 4000                                      | 115 CV (85 kW) @ 3800                                     | 110 CV (74 kW) @ 4000                                      | 136 CV (100 kW) @ 4000                                     |           |           |
| Par máximo: Nm @ rpm           | 215 Nm @ 1750                                              | 240 Nm @ 1750                                              | 280 Nm @ 1900                                             | 265 Nm @ 2000                                              | 320 Nm @ 2000                                              |           |           |
| Tracción                       | Delantera                                                  | Delantera                                                  | Delantera                                                 | Delantera                                                  | Delantera                                                  | Delantera | Delantera |
| Transmisión                    | Manual, 5 velocidades                                      | Manual, 5 velocidades / Automática, variador continuo      | Manual, 5 velocidades                                     | Automática, 6 velocidades                                  | Manual, 6 velocidades / Automática, 6 velocidades          |           |           |
| Aceleración 0-100 km/h         | 12,6 s                                                     | 10,9 s                                                     | 10,8 s                                                    | 11,5 s                                                     | 9,3 s                                                      |           |           |
| Velocidad máxima               | 177 km/h                                                   | 188 km/h                                                   | 190 km/h                                                  | 183 km/h                                                   | 203 km/h                                                   |           |           |
| Consumo combinado (L/100 km)   | 4,5-4,7                                                    | 4,5-4,8                                                    | 5,2                                                       | 5,8                                                        | 5,5-5,6                                                    |           |           |

### Segundo rediseño
En el Salón del Automóvil de Frankfurt de 2007 se presentó un Focus reestilizado. La mayor parte de cambios son de orden estético, y en la calidad de algunos materiales, manteniéndose la misma mecánica. El frontal es totalmente distinto con una parrilla trapezoidal, siguiendo la línea de diseño «Kinetic Design» del Ford Mondeo III, Ford Galaxy II y Ford S-Max. Las luces traseras tienen el mismo contorno exterior pero una disposición interna de los focos, mientras que los laterales tienen líneas más marcadas. También se ha mejorado la seguridad, incluyendo ahora de serie el control de estabilidad ESP.
El Focus II reestilizado se comenzó a fabricar el 3 de diciembre en Saarlouis (carrocerías de tres puertas y familiar) y el 2 de enero en Almusafes (Valencia, España)(carrocerías de cuatro y cinco puertas), comercializándose a partir del 20 de enero de 2008. Para América del Sur es fabricado en Argentina, excepto para Chile, donde se importa desde Estados Unidos.

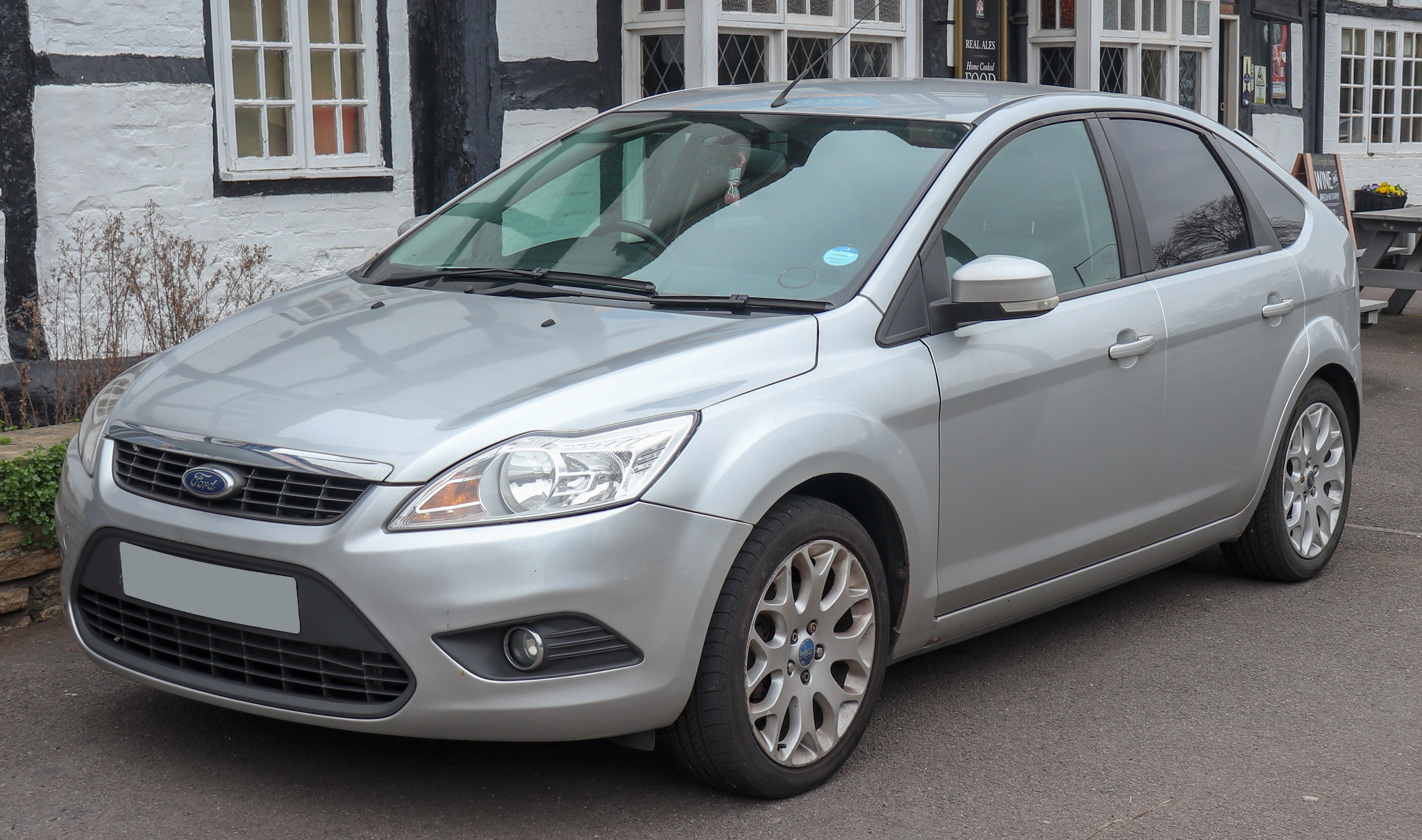
Facelift vista delantera (2008)
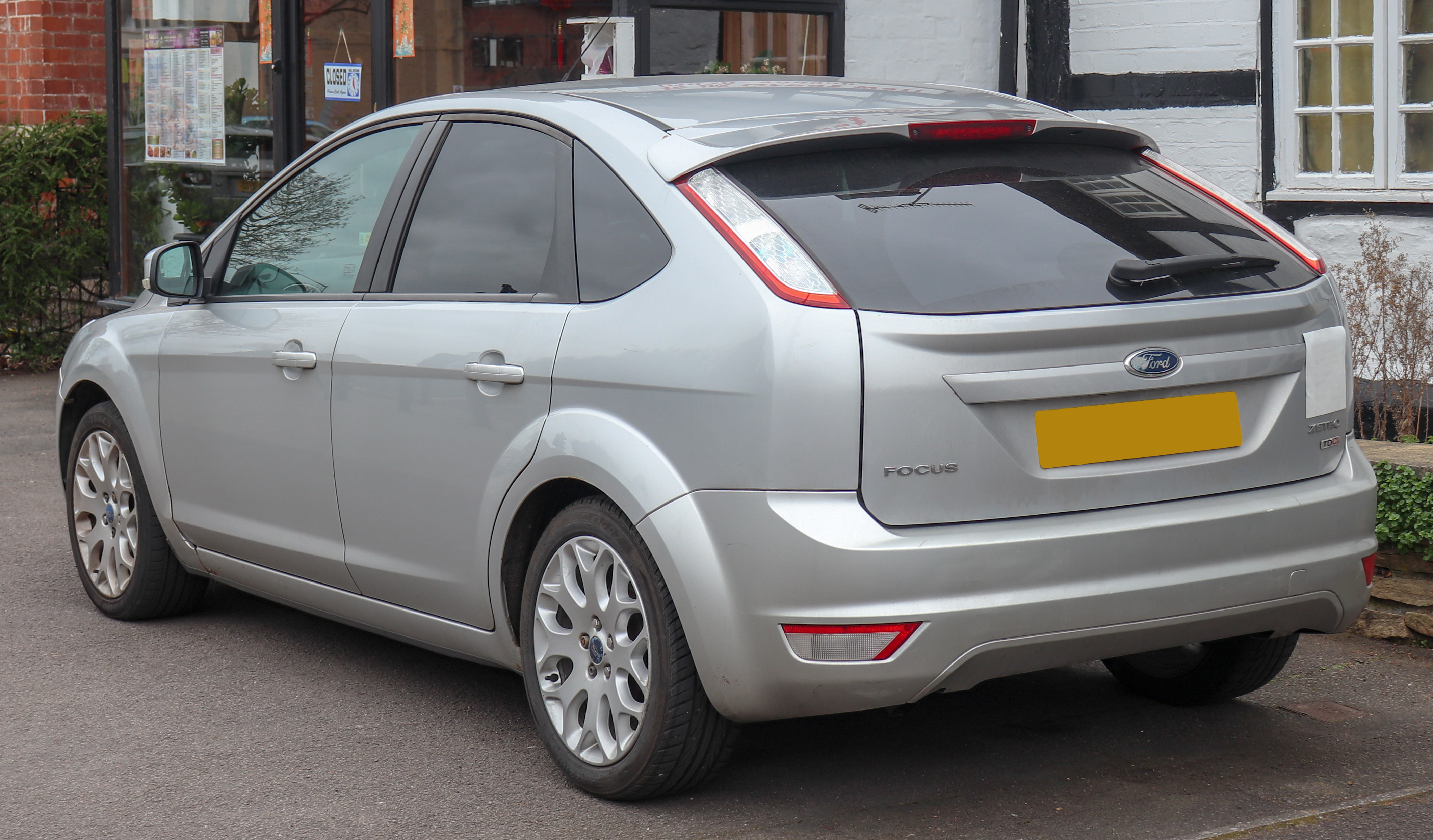
Facelift vista trasera (2008)
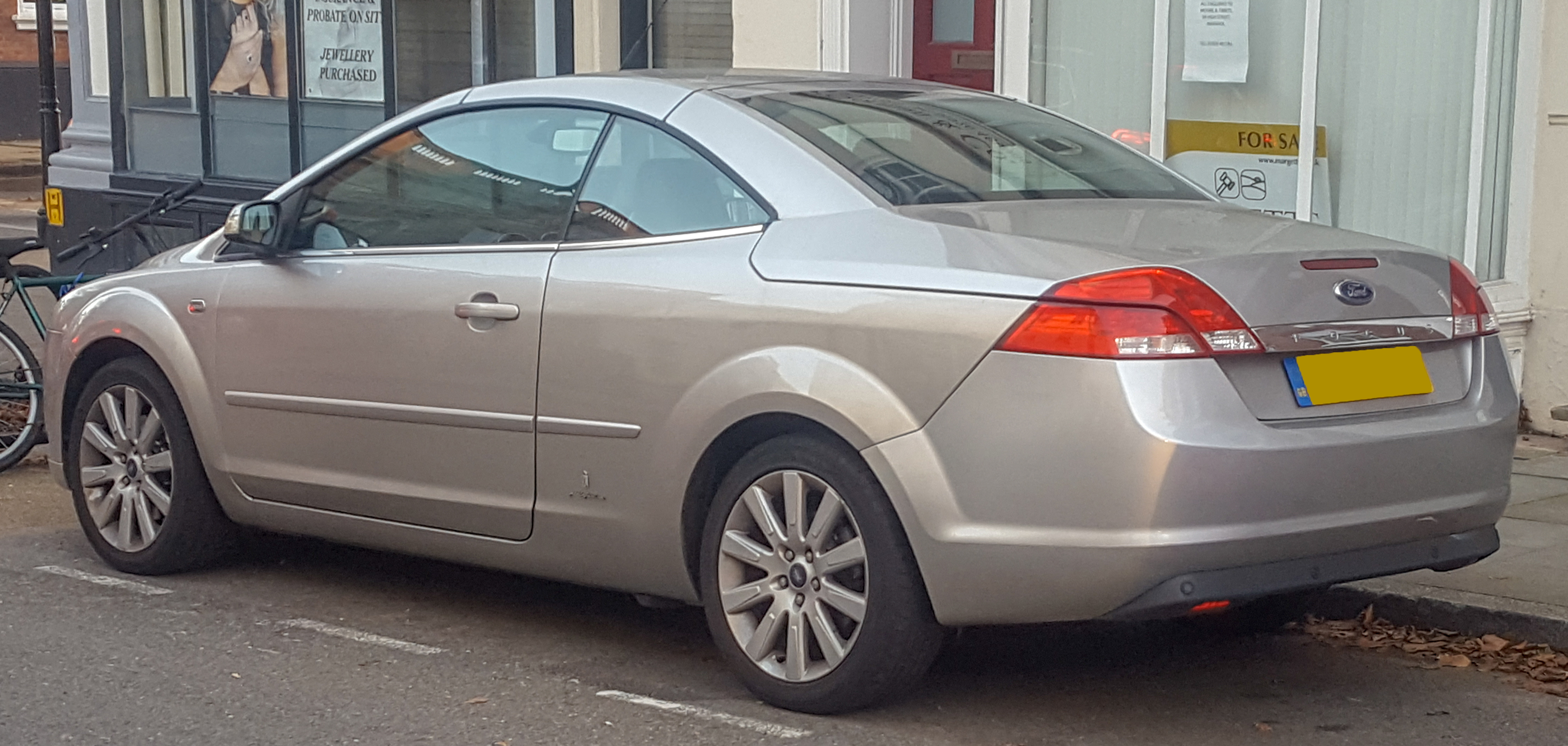
Focus Cabriolet

## Tercera generación (2010-2019)
El Focus de tercera generación se presentó en el Salón del Automóvil de Ginebra de 2010 en las versiones sedán, hatchback 5 puertas y familiar. Salió a la venta en Europa a principios de 2011.La versión deportiva Focus ST se presentó en el Salón del Automóvil de París de 2010 y la versión descapotable se presentó en el año 2011.

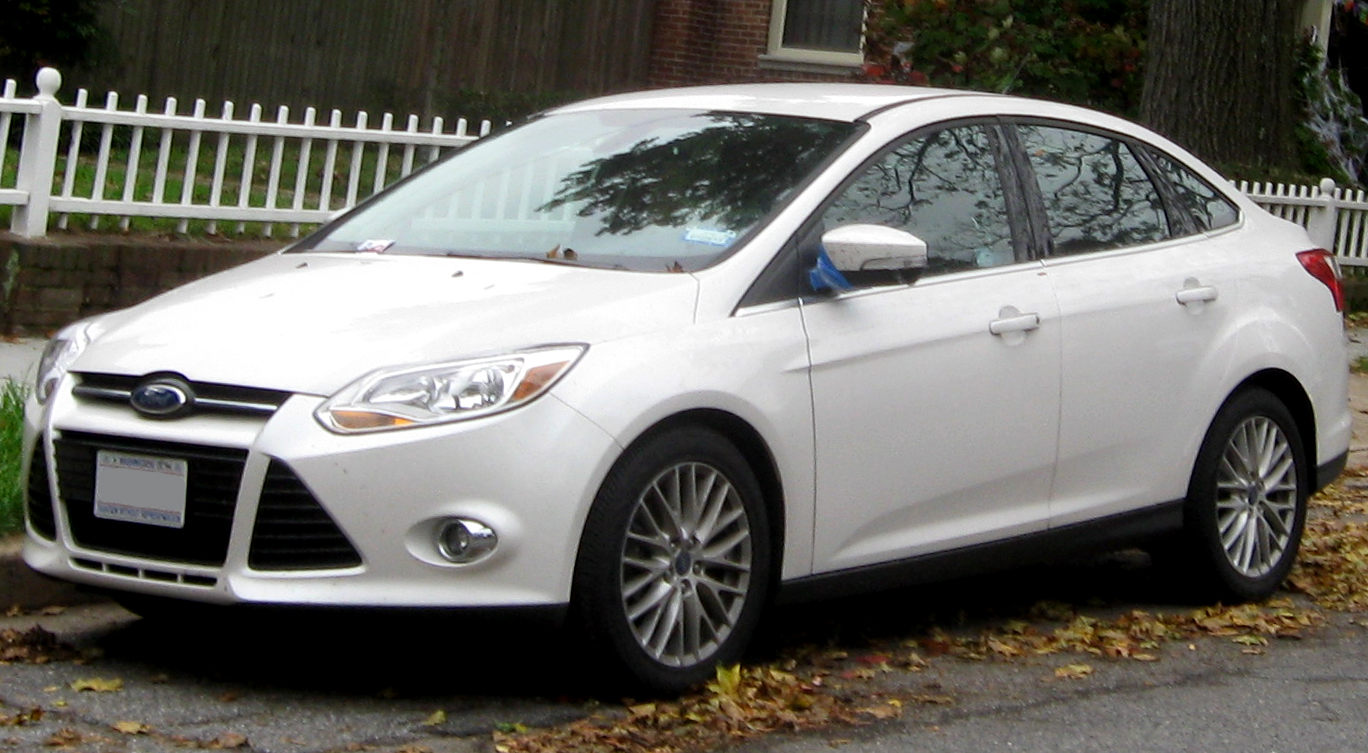
Vista delantera del Focus sedan
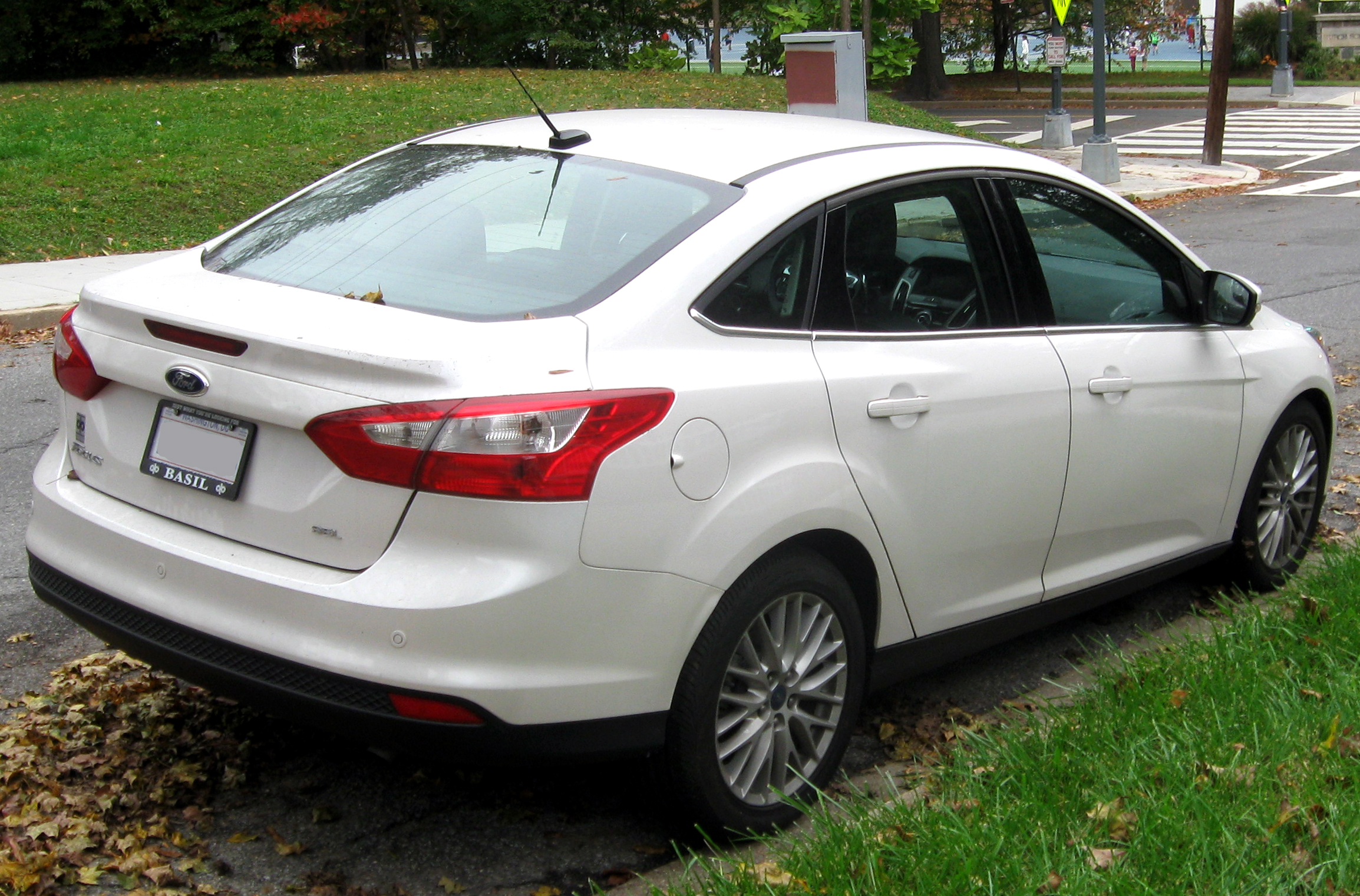
Vista trasera del Focus sedan
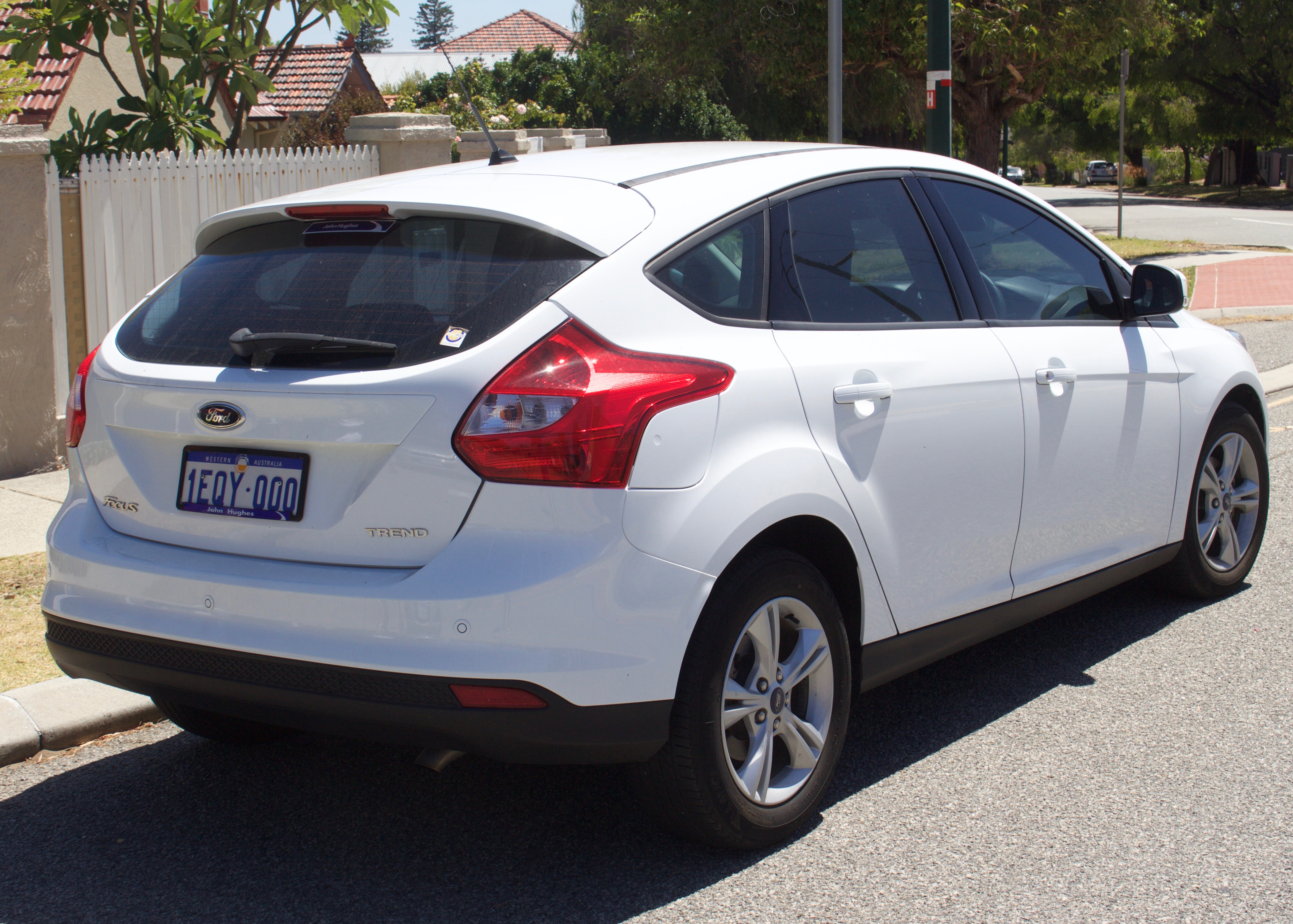
Vista trasera del Focus Hatchback
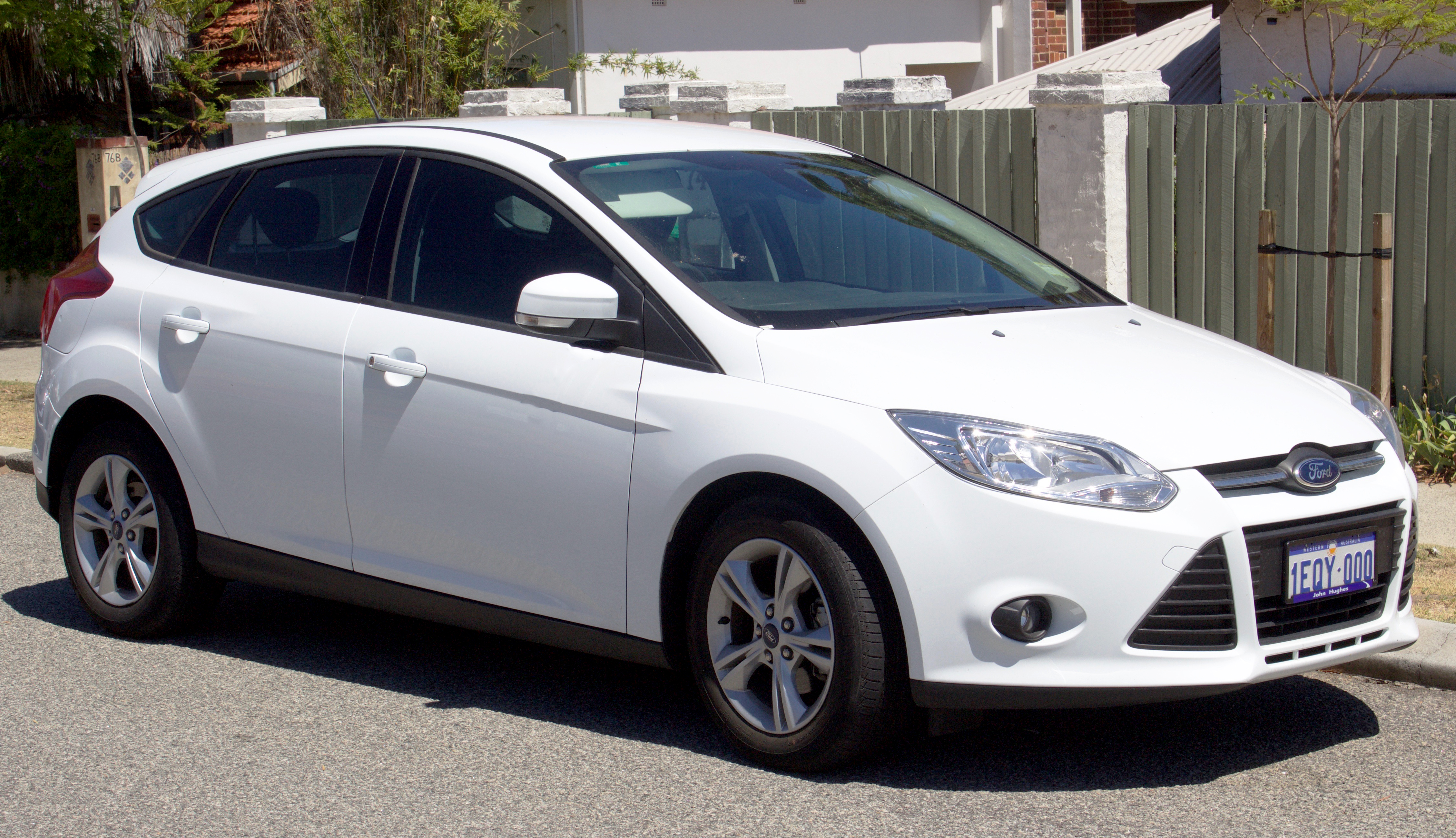
Vista delantera del Focus Hatchback

### Motorizaciones
|                                | 1.0 EcoBoost                                  | 1.0 EcoBoost                                      | 1.0 EcoBoost                                  | 1.5 EcoBoost                                      | 1.5 EcoBoost                                      | 1.6 Ti-VCT            | 1.6 Ti-VCT            | 1.6 Ti-VCT                                        | 1.6 LPG               | 1.6 Flexifuel         | 2.0 Duratec GDI           | 1.6 EcoBoost                                  | 1.6 EcoBoost                                  | 2.0 EcoBoost (ST)                             | 2.3 EcoBoost (RS)                             |
| Periodo                        | 2012-2018                                     | 2012-2018                                         | 2017-2018                                     | 2014-2018                                         | 2014-2018                                         | 2011-2014             | 2010-2014             | 2010-2014                                         | 2012-2017             | 2011-2012             | 2010-2019                 | 2010-2014                                     | 2010-2014                                     | 2012-2018                                     | 2016-2018                                     |
| Tipo de motor                  | L3 12v, inyección directa, turbo, intercooler | L3 12v, inyección directa, turbo, intercooler     | L3 12v, inyección directa, turbo, intercooler | L4 16v, inyección directa, turbo, intercooler     | L4 16v, inyección directa, turbo, intercooler     | L4 16v                | L4 16v                | L4 16v                                            | L4 16v                | L4 16v                | L4 16V, inyección directa | L4 16v, inyección directa, turbo, intercooler | L4 16v, inyección directa, turbo, intercooler | L4 16v, inyección directa, turbo, intercooler | L4 16v, inyección directa, turbo, intercooler |
| Diámetro x carrera             | 71,9 mm × 82,0 mm                             | 71,9 mm × 82,0 mm                                 | 71,9 mm × 82,0 mm                             | 79,0 mm × 76,5 mm                                 | 79,0 mm × 76,5 mm                                 | 79,0 mm × 81,4 mm     | 79,0 mm × 81,4 mm     | 79,0 mm × 81,4 mm                                 | 79,0 mm × 81,4 mm     | 79,0 mm × 81,4 mm     | 87.5 mm × 83.1 mm         | 79,0 mm × 81,4 mm                             | 79,0 mm × 81,4 mm                             | 87,5 mm × 83,1 mm                             | 87,5 mm × 94,0 mm                             |
| Cilindrada                     | 998 cm³                                       | 998 cm³                                           | 998 cm³                                       | 1499 cm³                                          | 1499 cm³                                          | 1596 cm³              | 1596 cm³              | 1596 cm³                                          | 1596 cm³              | 1596 cm³              | 1999 cm³                  | 1596 cm³                                      | 1596 cm³                                      | 1999 cm³                                      | 2261 cm³                                      |
| Relación de compresión         | 10,0: 1                                       | 10,0: 1                                           | 10,0: 1                                       | 10,0: 1                                           | 10,0: 1                                           | 11,0: 1               | 11,0: 1               | 11,0: 1                                           | 11,0: 1               | 10,0: 1               | 12.0:1                    | 10,0: 1                                       | 10,0: 1                                       | 9,3: 1                                        | 9,4: 1                                        |
| Potencia máxima: CV (kW) @ rpm | 100 CV (74 kW) @ 6000                         | 125 CV (92 kW) @ 6000                             | 140 CV (103 kW) @ 6000                        | 150 CV (110 kW) @ 6000                            | 182 CV (134 kW) @ 6000                            | 85 CV (63 kW) @ 6000  | 105 CV (77 kW) @ 6000 | 125 CV (92 kW) @ 6300                             | 117 CV (86 kW) @ 6400 | 120 CV (88 kW) @ 6300 | 170 CV (125 kW) @ 6.600   | 150 CV (110 kW) @ 5700                        | 182 CV (134 kW) @ 5700                        | 250 CV (184 kW) @ 5500                        | 350 CV (257 kW) @ 6000                        |
| Par máximo: Nm @ rpm           | 170 Nm @ 1400-4000                            | 170 Nm @ 1400-4500                                | 180 Nm @ 1500                                 | 240 Nm @ 1600-4000                                | 240 Nm @ 1600-5000                                | 141 Nm @ 2500         | 150 Nm @ 4000-4500    | 159 Nm @ 4000                                     | 140 Nm @ 4200         | 159 Nm @ 4000         | 202 Nm @ 4.450            | 240 Nm @ 1600-4000                            | 240 Nm @ 1600-5000                            | 360 Nm @ 2000-4500                            | 440 Nm @ 2000-4500                            |
| Tracción                       | Delantera                                     | Delantera                                         | Delantera                                     | Delantera                                         | Delantera                                         | Delantera             | Delantera             | Delantera                                         | Delantera             | Delantera             | Delantera                 | Delantera                                     | Delantera                                     | Delantera                                     | Delantera                                     |
| Transmisión                    | Manual, 5 velocidades                         | Manual, 6 velocidades / Automática, 6 velocidades | Manual, 6 velocidades                         | Manual, 6 velocidades / Automática, 6 velocidades | Manual, 6 velocidades / Automática, 6 velocidades | Manual, 5 velocidades | Manual, 5 velocidades | Manual, 5 velocidades / Automática, 6 velocidades | Manual, 5 velocidades | Manual, 5 velocidades | Manual, 5 velocidades     | Manual, 6 velocidades                         | Manual, 6 velocidades                         | Manual, 6 velocidades                         | Manual, 6 velocidades                         |
| Aceleración 0-100 km/h         | 12,5 s                                        | 11,3 s                                            | 10,4 s                                        | 8,9 s                                             | 8,6 s                                             | 14,9 s                | 12,3 s                | 12,0 s                                            | 12,1 s                | 11,1 s                | 8,8 s                     | 8,7 s                                         | 8,0 s                                         | 6,5 s                                         | 4,7 s                                         |
| Velocidad máxima               | 185 km/h                                      | 193 km/h                                          | 204 km/h                                      | 224 km/h                                          | 224 km/h                                          | 170 km/h              | 187 km/h              | 193 km/h                                          | 193 km/h              | 193 km/h              | 218 km/h                  | 212 km/h                                      | 224 km/h                                      | 248 km/h                                      | 268 km/h                                      |
| Consumo combinado (L/100 km)   | 4,8                                           | 5,0                                               | 4,9                                           | 5,5                                               | 5,5                                               | 6,0                   | 5,9                   | 6,4                                               | 8,0                   | 5,9 (8,1 E85)         | 9                         | 5,9                                           | 5,9                                           | 6,8-7,2                                       | 7,7                                           |

| Periodo                        | 2014-2018                                                 | 2014-2018                                                 | 2014-2018                                                 | 2010-2015                                                 | 2012-2015                                                 | 2012-2015                                                 | 2010-2015                                                 | 2010-2014                                                  | 2010-2014                                                  | 2010-2014                                                  | 2014-2018                                                  | 2014-2018                                                  |           |           |           |
| Tipo de motor                  | L4 8v, inyección directa, common-rail, turbo, intercooler | L4 8v, inyección directa, common-rail, turbo, intercooler | L4 8v, inyección directa, common-rail, turbo, intercooler | L4 8v, inyección directa, common-rail, turbo, intercooler | L4 8v, inyección directa, common-rail, turbo, intercooler | L4 8v, inyección directa, common-rail, turbo, intercooler | L4 8v, inyección directa, common-rail, turbo, intercooler | L4 16v, inyección directa, common-rail, turbo, intercooler | L4 16v, inyección directa, common-rail, turbo, intercooler | L4 16v, inyección directa, common-rail, turbo, intercooler | L4 16v, inyección directa, common-rail, turbo, intercooler | L4 16v, inyección directa, common-rail, turbo, intercooler |           |           |           |
| Diámetro x carrera             | 73,5 mm × 88,3 mm                                         | 73,5 mm × 88,3 mm                                         | 73,5 mm × 88,3 mm                                         | 75,0 mm × 88,3 mm                                         | 75,0 mm × 88,3 mm                                         | 75,0 mm × 88,3 mm                                         | 75,0 mm × 88,3 mm                                         | 85,0 mm × 88,0 mm                                          | 85,0 mm × 88,0 mm                                          | 85,0 mm × 88,0 mm                                          | 85,0 mm × 88,0 mm                                          | 85,0 mm × 88,0 mm                                          |           |           |           |
| Cilindrada                     | 1499 cm³                                                  | 1499 cm³                                                  | 1499 cm³                                                  | 1560 cm³                                                  | 1560 cm³                                                  | 1560 cm³                                                  | 1560 cm³                                                  | 1997 cm³                                                   | 1997 cm³                                                   | 1997 cm³                                                   | 1997 cm³                                                   | 1997 cm³                                                   |           |           |           |
| Relación de compresión         | 16.0: 1                                                   | 16.0: 1                                                   | 16.0: 1                                                   | 16.0: 1                                                   | 16.0: 1                                                   | 16.0: 1                                                   | 16.0: 1                                                   | 16.0: 1                                                    | 16.0: 1                                                    | 16.0: 1                                                    | 16.0: 1                                                    | 16.0: 1                                                    | 16.0: 1   | 16.0: 1   | 16.0: 1   |
| Potencia máxima: CV (kW) @ rpm | 95 CV (70 kW) @ 3600                                      | 105 CV (77 kW) @ 3600                                     | 120 CV (88 kW) @ 3600                                     | 95 CV (70 kW) @ 3600                                      | 105 CV (77 kW) @ 3600                                     | 105 CV (77 kW) @ 3600                                     | 115 CV (85 kW) @ 3600                                     | 115 CV (85 kW) @ 3750                                      | 140 CV (103 kW) @ 3750                                     | 163 CV (120 kW) @ 3750                                     | 150 CV (110 kW) @ 3500                                     | 185 CV (136 kW) @ 3500                                     |           |           |           |
| Par máximo: Nm @ rpm           | 250 Nm @ 1750-2500                                        | 270 Nm @ 1750                                             | 270-300 Nm @ 1750-2500                                    | 230 Nm @ 1500-2000                                        | 270 Nm @ 1750-2000                                        | 270 Nm @ 1750-2000                                        | 270 Nm @ 1750-2500                                        | 300 Nm @ 1500-2250                                         | 320 Nm @ 1750-2750                                         | 340 Nm @ 2000-3250                                         | 370 Nm @ 2000                                              | 400 Nm @ 2000-2750                                         |           |           |           |
| Tracción                       | Delantera                                                 | Delantera                                                 | Delantera                                                 | Delantera                                                 | Delantera                                                 | Delantera                                                 | Delantera                                                 | Delantera                                                  | Delantera                                                  | Delantera                                                  | Delantera                                                  | Delantera                                                  | Delantera | Delantera | Delantera |
| Transmisión                    | Manual, 6 velocidades                                     | Manual, 6 velocidades                                     | Manual, 5 velocidades / Automática, 6 velocidades         | Manual, 6 velocidades                                     | Manual, 6 velocidades                                     | Manual, 6 velocidades                                     | Manual, 6 velocidades                                     | Automática, 6 velocidades                                  | Manual, 6 velocidades / Automática, 6 velocidades          | Manual, 6 velocidades / Automática, 6 velocidades          | Manual, 6 velocidades / Automática, 6 velocidades          | Manual, 6 velocidades / Automática, 6 velocidades          |           |           |           |
| Aceleración 0-100 km/h         | 12,2 s                                                    | 11,9 s                                                    | 10,5 s                                                    | 12,5 s                                                    | 11,8 s                                                    | 11,8 s                                                    | 10,9 s                                                    | 11,0 s                                                     | 8,9 s                                                      | 8,6 s                                                      | 8,8 s                                                      | 8,1 s                                                      |           |           |           |
| Velocidad máxima               | 180 km/h                                                  | 187 km/h                                                  | 193 km/h                                                  | 180 km/h                                                  | 187 km/h                                                  | 187 km/h                                                  | 195 km/h                                                  | 198 km/h                                                   | 207 km/h                                                   | 218 km/h                                                   | 210 km/h                                                   | 217 km/h                                                   |           |           |           |
| Consumo combinado (L/100 km)   | 3,8                                                       | 3,4                                                       | 3,8                                                       | 4,2                                                       | 3,7                                                       | 3,4                                                       | 4,2                                                       | 5,2                                                        | 4,9                                                        | 4,9                                                        | 4,1                                                        | 4,2                                                        |           |           |           |

### Eléctrico

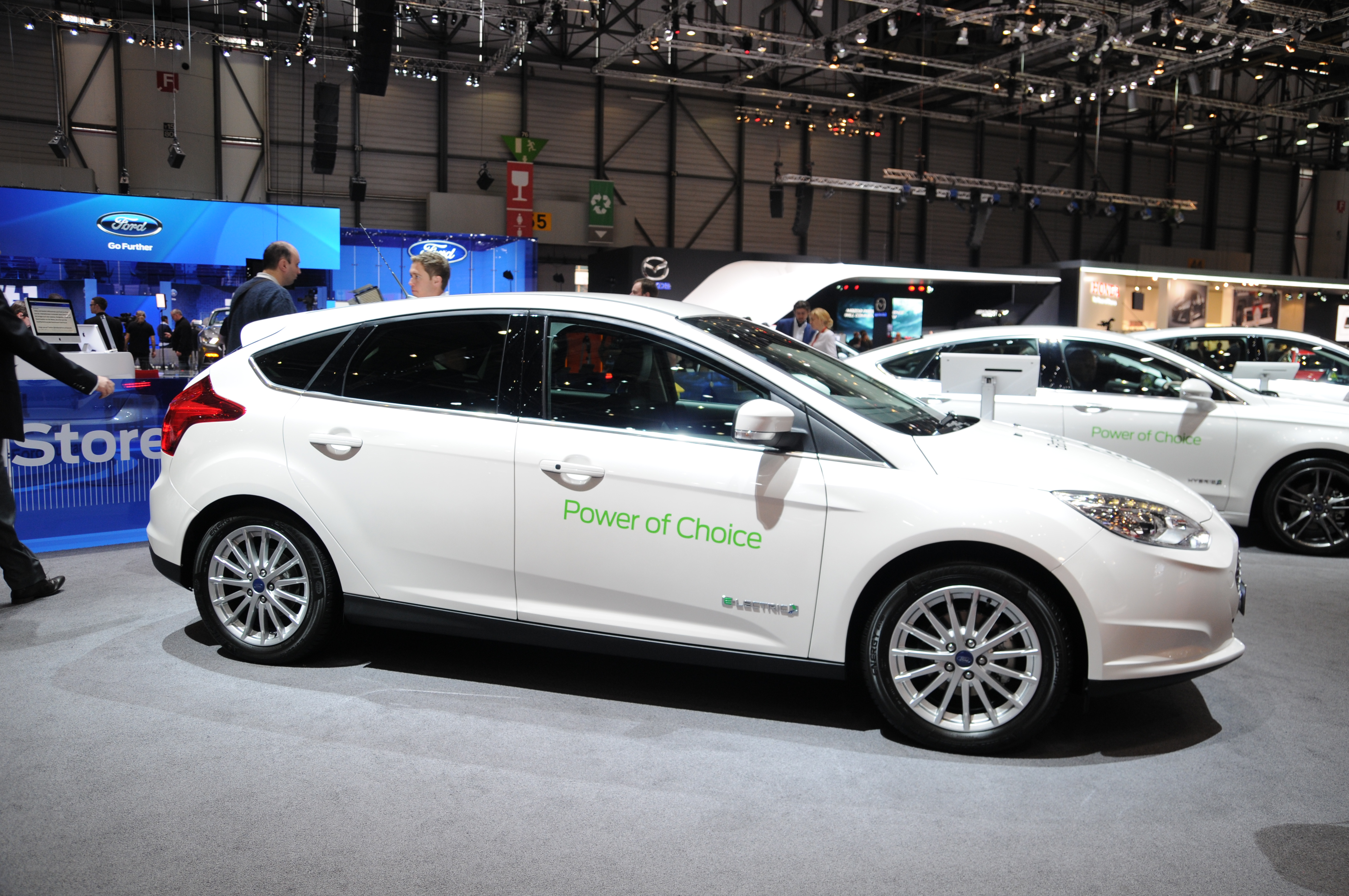
En el Salón del Automóvil de Ginebra de 2014

Ford Motor Company comenzó a producir en 2013 el Focus Electric, el primer vehículo eléctrico puro fabricado por Ford en Europa, concretamente en su planta de Saarlouis, en Alemania.[cita requerida]
Ford debutó con el Ford Focus Electric en el Consumer Electronics Show de 2011 para competir con el Nissan Leaf y el Chevrolet Volt. Tiene un precio de 35 170 USD (incluidas las baterías), está alimentado por baterías de litio ion de 23 kWh (83 MJ), con un tiempo de aproximadamente 4 horas para cargarlas completamente en un enchufe de 240 voltios y un motor de 107 kW.

### Rediseño de 2014
Para el lavado de cara para el año modelo 2015, el ST continuará con el motor de 250 CV 2,0 litros Ecoboost, en los niveles de acabado ST-1, ST-2 y ST-3. También se mantiene como un hatchback de 5 puertas, y una station wagon. Por primera vez, un 2,0 litros del motor TDCi Duratorq diésel debutará en el ST a los rivales de la talla del Volkswagen Golf GTD y el Seat León FR. En el ST que produce 182 CV y 400 Nm de par. Precio y credencialización es el mismo para ambos modelos de gasolina y diésel. En aspectos de diseño, el nuevo Focus incorpora la característica parrilla hexagonal de todos los modelos Ford.

## Cuarta generación (2018-presente)

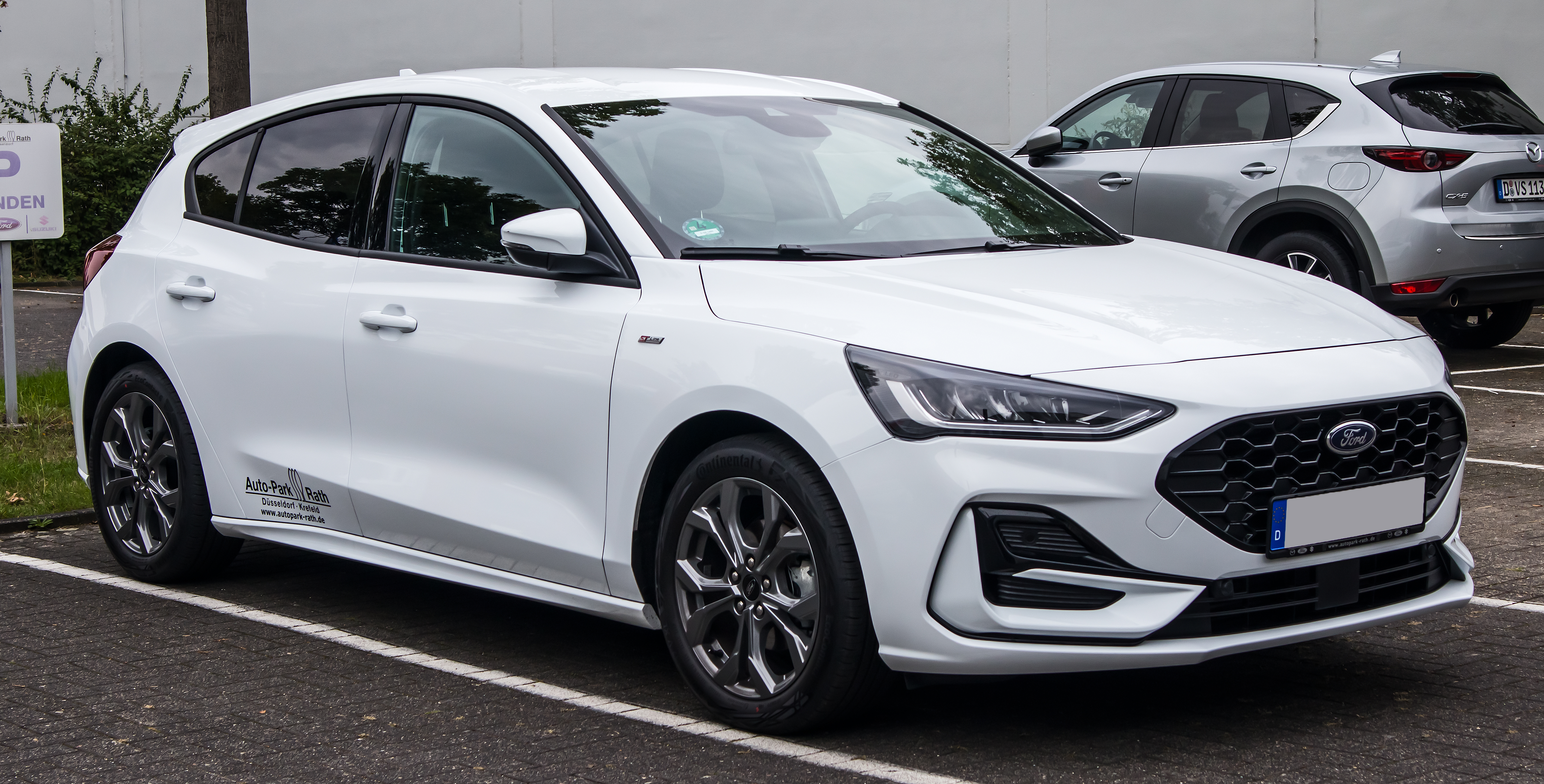
Rediseño del ST-Line híbrido EcoBoost 1.0 de 2022.

El Focus de cuarta generación, fabricado en Alemania, se presentó al público en abril de 2018, para ponerse a la venta durante el último trimestre del año.
Las distintas carrocerías, son la habitual 5 puertas, la familiar, la sedán 4 puertas, y la versión «Active», de estilo crossover y elevado.
Sus motores gasolina son un tres cilindros de 1,0 litros en versiones de 85, 100 y 125 CV, y un tres cilindros de 1,5 litros en variantes de 150 y 182 CV. 
También incorpora la mecánica EcoBoost Hybrid MHEV, con potencias de 125 CV y 155 CV, tanto con cambio manual, como automático. En tanto, los motores diésel son un cuatro cilindros en línea de 1,5 litros en versiones de 95 o 120 CV, y un 2,0 litros de 150 CV. La caja de cambios es manual de seis marchas o automática de ocho marchas.
La más potente de sus motorizaciones, la incorpora la versión deportiva «ST», con un motor de 2,3 litros de cilindrada y 280 CV de potencia máxima. El «ST», incorporó en algunos mercados, un motor diésel de cuatro cilindros de 2,0 litros, con una potencia de 190 CV. Las dos motorizaciones, disponibles también con la carrocería familiar «Sportbreak» de la versión «ST».
En 2022 se presentó un rediseño de la cuarta generación. Las distintas versiones son la St-line, la St-line X, la Active, la Active X y la ST.

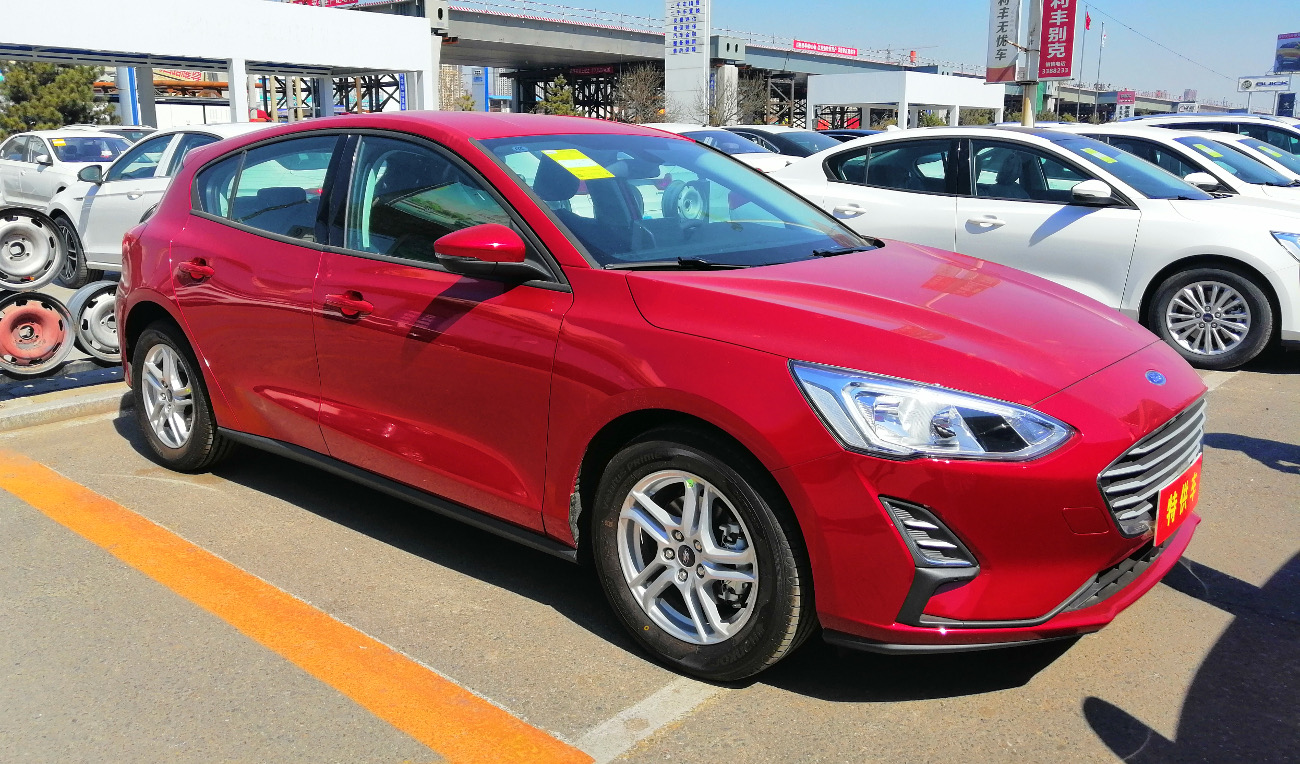
Vista delantera del Hatchback
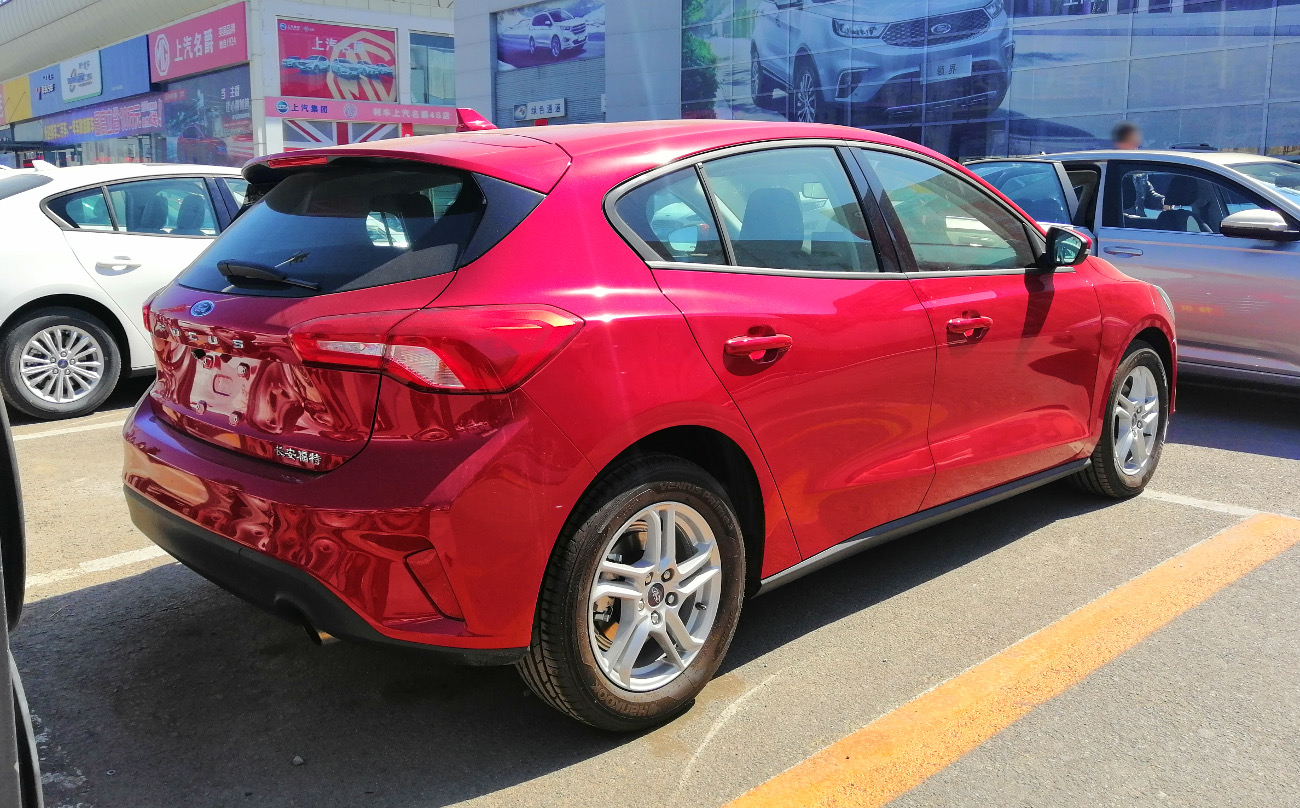
Vista trasera
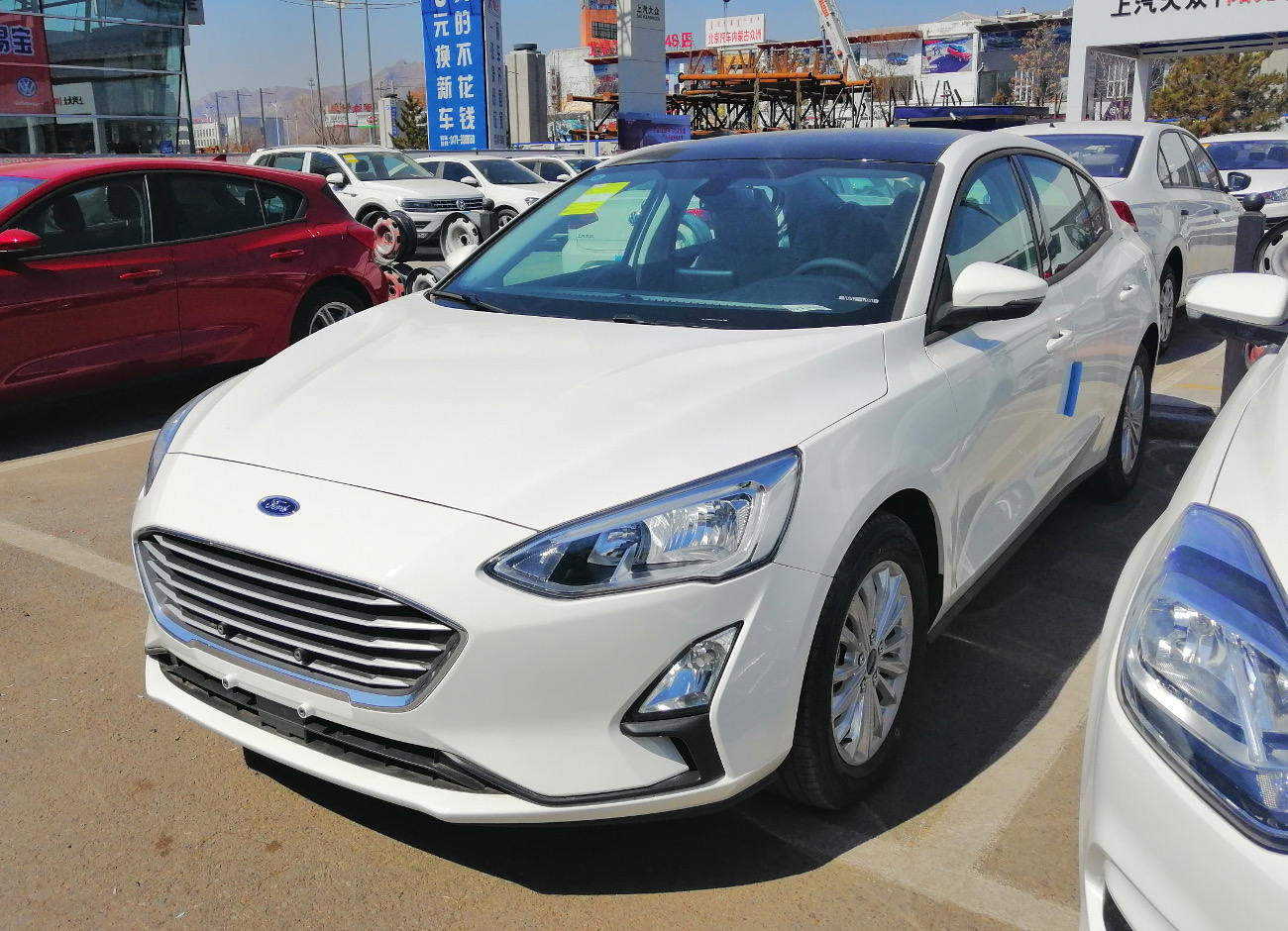
Vista delantera del sedán
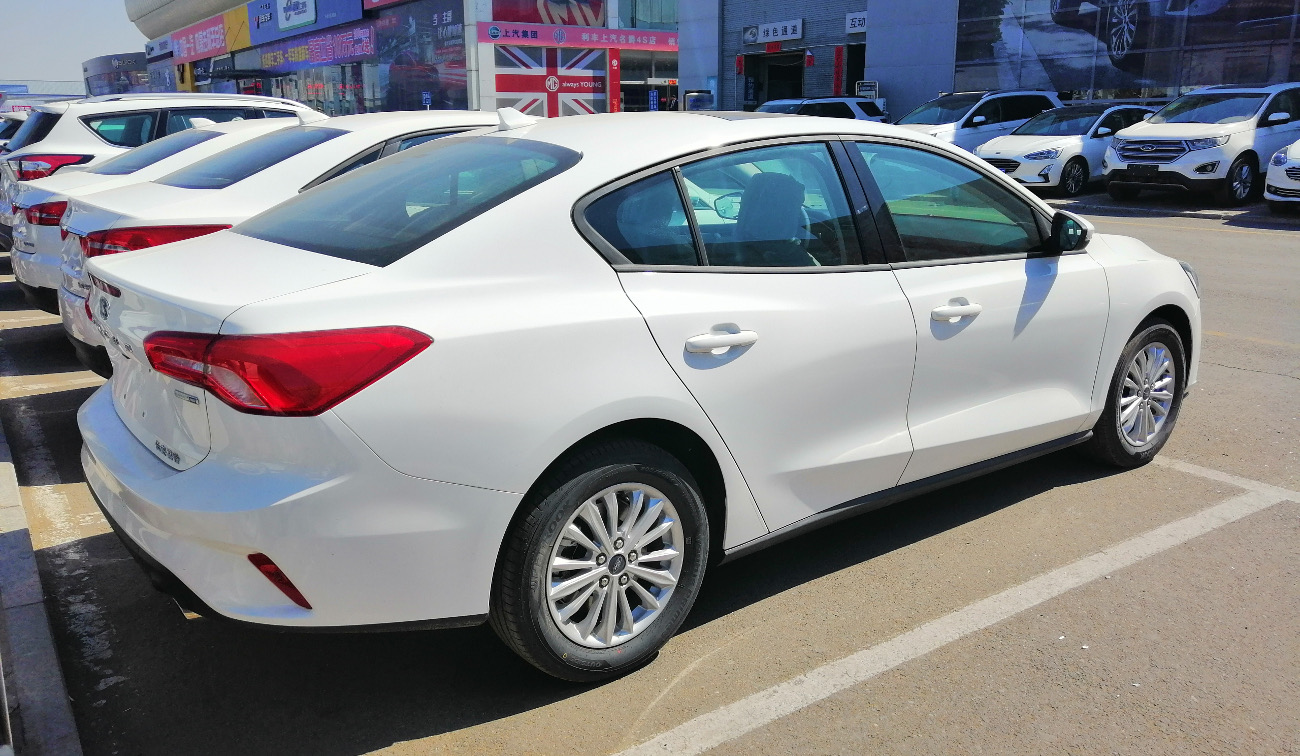
Vista trasera

## Ford Focus WRC

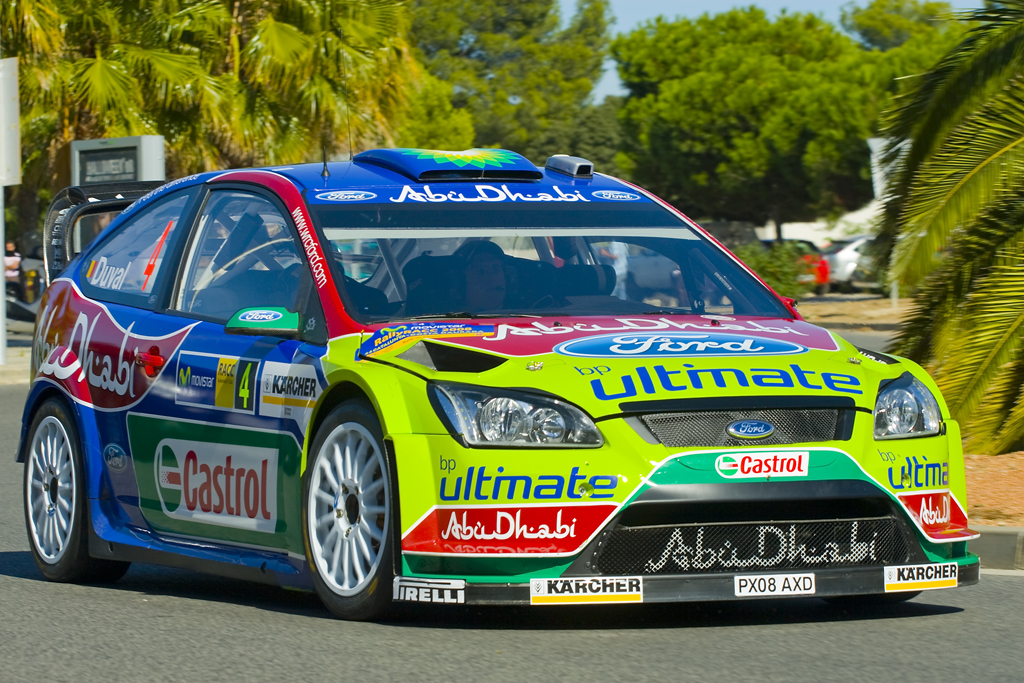
François Duval con el Focus WRC en el Mundial de Rallyes de 2008.

El Focus ha sido utilizado en numerosos campeonatos de rally y de turismos, como el TC2000 y el Campeonato Británico de Turismos. El Focus WRC debutó en el Campeonato Mundial de Rally en la temporada 1999, en la que ganó dos carreras. Desde entonces, fue utilizado por pilotos como Colin McRae, Carlos Sainz, Markko Märtin y Marcus Grönholm logrando un total de 44 victorias. El equipo oficial Ford logró el título de equipos en 2006 y 2007. Fue sustituido en 2011 por el Ford Fiesta RS WRC.